# Alix của Hessen và Rhein
Alix của Hessen và Rhein (tiếng Đức: Alix von Hessen und bei Rhein; tiếng Anh: Alix of Hesse and by Rhine; 6 tháng 6 năm 1872 – 17 tháng 7 năm 1918), còn được gọi với cái tên Nga là Aleksandra Fyodorovna (tiếng Nga: Александра Фёдоровна) sau khi cải đạo sang Chính thống giáo Nga, là Hoàng hậu Đế quốc Nga thông qua hôn nhân với Nikolai II – người trị vì cuối cùng của Đế quốc Nga – từ ngày 26 tháng 11 năm 1894 đến khi ông buộc phải thoái vị vào ngày 15 tháng 3 năm 1917. Sau khi bị giết cùng chồng con trong thời gian bị người Bolshevik giam giữ năm 1918, năm 2000 bà được tuyên thánh và phong là Thánh Aleksandra Người chịu Thương khó.
Cũng như bà ngoại là Nữ vương Victoria của Vương quốc Liên hiệp Anh và Ireland, Aleksandra là một trong những thành viên vương tộc nổi tiếng nhất mang gene bệnh máu khó đông. Vì đưa ra cho chồng những lời khuyên chính trị yếu kém và tôn sùng tín đồ huyền học người Nga Grigori Rasputin, danh tiếng của Aleksandra và triều Romanov trong những năm cuối cùng đã bị hủy hại nghiêm trọng.

## Thời thơ ấu

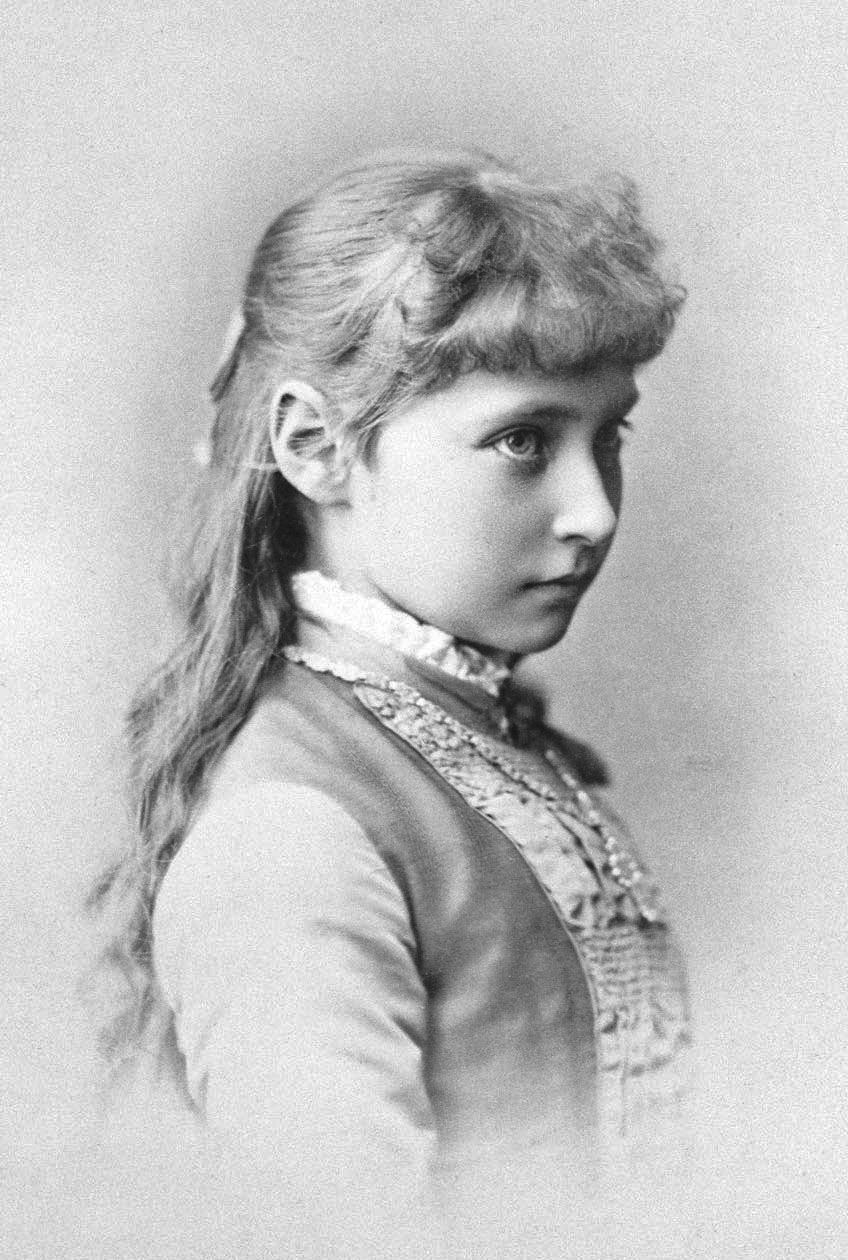
Alix của Hessen và Rhein khi còn nhỏ

Alix sinh ngày 6 tháng 6 năm 1872 tại Neues Palais (Cung điện Mới), Darmstadt, là người con thứ sáu và là con gái thứ tư của Alice của Liên hiệp Anh và Ludwig IV của Hessen và Rhein Khi còn bé, bà nổi tiếng là có dung mạo xinh đẹp, sở hữu những đường nét thanh tú và hàng mi dài đậm màu giống chị là Elisabeth của Hessen và Rhein (còn gọi là "Ella", sau khi lấy chồng thì trở thành Đại Công tước phu nhân Yelizaveta Feodorovna của Nga).
Alix được rửa tội ngày 1 tháng 7 năm 1872 tại Điện Osborne (trùng kỷ niệm mười năm ngày cưới của song thân bà) theo nghi lễ của Giáo hội Luther. Bà được đặt tên theo tên mẹ và bốn chị em của mẹ, trong đó một số tên được phiên âm sang tiếng Đức. Cha mẹ đỡ đầu của Alix là Thân vương và Vương phi xứ Wales (bác và bác dâu), Vương nữ Beatrice của Liên hiệp Anh (dì), Công tước phu nhân xứ Cambridge, Tsesarevich (Thái tử) và Tsesarevna (Thái tử phi) của Nga, và Maria Anna của Phổ. Mẹ bà thường gọi bà là "Sunny" vì bà có tính tình vui tươi, và về sau cha bà cũng bắt chước cách gọi này. Những họ hàng người Anh của bà đặt biệt danh cho bà là "Alicky" để phân biệt bà với bác dâu bà là Vương phi xứ Wales (sau này là Vương hậu của Vương quốc Anh), vì tuy có tên thật là Alexandra nhưng gia đình vẫn gọi Vương phi là "Alix". Anh trai bà, Friedrich của Hessen và Rhein ("Frittie"), mắc bệnh máu khó đông và qua đời vào tháng 5 năm 1873 sau khi bị ngã từ cửa sổ, lúc bà chưa đầy một tuổi. Trong số các anh chị em mình thì bà gần gũi nhất với Marie ("May"), em gái kém bà hai tuổi. Hai người được nhận xét là "như hình với bóng" và có một tuổi thơ hạnh phúc, được mẹ và các anh chị thương yêu.
Tháng 11 năm 1878, bệnh bạch hầu lan khắp Vương tộc Hessen. Alix, ba chị em gái, anh trai Ernst ("Ernie") và cha bà ngã bệnh. Chị gái Elisabeth đang đi thăm bà nội nên tránh được đợt bệnh bùng phát. Alice quyết định tự mình chăm sóc các con thay vì phó mặc cho bác sĩ. Chính Alice cũng sớm ngã bệnh và qua đời vào ngày giỗ thứ 17 của thân phụ, ngày 14 tháng 12 năm 1878, khi Alix mới tròn sáu tuổi. Alix, Ernst cùng hai chị gái Victoria và Irene đã sống sót qua trận dịch, song Marie thì không qua khỏi. Sau cái chết của mẹ và em gái, từ một bé gái luôn tươi cười, Alix đã trở nên dè dặt và khép kín.
Alix và anh chị mình trở nên thân thiết với các anh em họ ở Anh. Họ thường dành thời gian nghỉ lễ với bà ngoại là Victoria của Anh. Bà và chị gái Irene làm phù dâu trong đám cưới của dì bà là Vương nữ Beatrice và Heinrich xứ Battenberg vào năm 1885. Bà cũng có mặt trong buổi Đại lễ Vàng của Victoria của Anh năm 1887 và được cho là người cháu gái mà nữ vương yêu quý nhất.

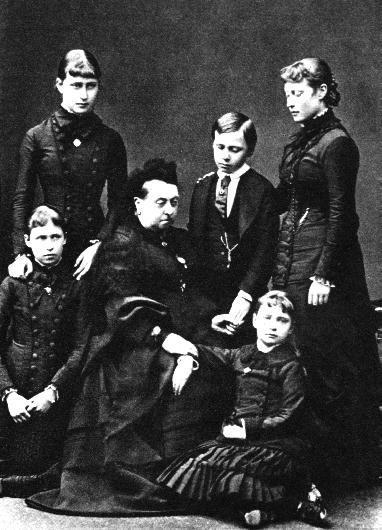
Đại Công nữ Alix của Hessen ở góc dưới cùng bên phải, bên cạnh là Victoria của Anh và bốn anh chị của bà đang để tang mẹ và em gái, tháng 1 năm 1879

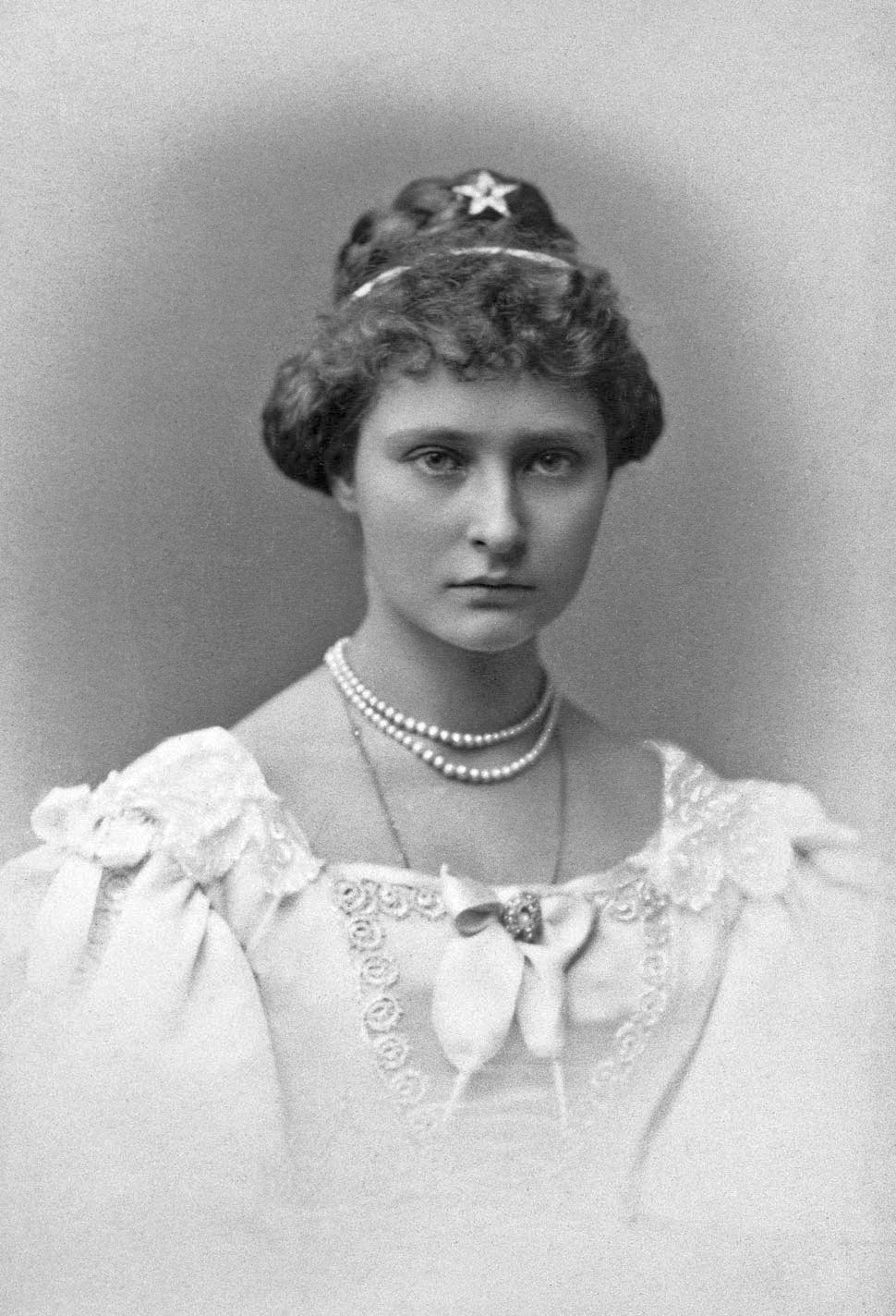
Alix năm 15 tuổi

## Hôn sự
Khi lớn lên, Alix trở thành một trong những giai nhân tuyệt sắc nhất châu Âu với mái tóc vàng hung, nước da trắng, gò má cao và đôi mắt màu xanh biển. Với địa vị thời ấy của Alix thì bà kết hôn tương đối trễ. Bà đã từ chối lời cầu hôn của anh họ mình là Công tước xứ Clarence và Avondale vào năm 1890, mặc cho gia đình gây nhiều sức ép. Victoria của Anh từng có ý định để Alix trở thành vương hậu tương lai của Anh, song bà phải nhượng bộ và chấp nhận xem sự phản đối của Alix là biểu hiện của một cá tính mạnh mẽ.
Trước đó Alix đã gặp và phải lòng Đại vương công Nikolai, người kế thừa hoàng vị nước Nga. Mẹ ông, Hoàng hậu Maria Feodorovna (Dagmar của Đan Mạch), là mẹ đỡ đầu của Alix và là em gái của Vương phi xứ Wales; chú ông, Đại vương công Sergey Aleksandrovich, thì đã kết hôn với chị gái Elisabeth của Alix.
Alix và Nikolai có họ hàng với nhau thông qua nhiều nhánh khác nhau của hoàng tộc châu Âu: đáng chú ý nhất là họ có chung bà cố là Wilhelmine xứ Baden, và bà nội của Nikolai – Hoàng hậu Maria Aleksandrovna của Nga – là em của ông nội Alix, nên theo nhánh này thì Nikolai là em gọi Alix bằng chị; Vua Friedrich Wilhelm II của Phổ thì vừa là kỵ (great-great-grandfather) Alix vừa là cha của kỵ (great-great-great-grandfather) Nikolai, nên theo nhánh này thì Nikolai là đời thứ sáu, gọi Alix là đời thứ năm bằng cô.
Nikolai và Alix gặp nhau lần đầu tiên năm 1884 tại đám cưới của chú Nikolai là Sergey và chị Alix là Elisabeth tại Sankt-Peterburg. Hai người phải lòng nhau khi Alix trở lại Nga vào năm 1889. Nikolai viết trong nhật ký của mình: "Mơ ước của tôi là một ngày nào đó được cưới Alix H. Tôi đã yêu nàng từ lâu, nhưng càng sâu đậm và mạnh mẽ hơn từ năm 1889 khi nàng dành sáu tuần ở Peterburg. Suốt một thời gian dài, tôi đã cưỡng lại cái cảm tưởng rằng giấc mơ quý báu của mình sẽ thành hiện thực."
Ban đầu thân phụ Nikolai là Sa hoàng Aleksandr III phản đối cuộc hôn nhân này. Cả Aleksandr lẫn vợ đều kịch liệt bài xích người Đức, không hề có ý định cho phép Alix và chàng Tsesarevich kết hôn. Tuy Alix là con đỡ đầu của Aleksandr, mọi người đều biết ông muốn tìm cho cậu quý tử một mối lợi lớn hơn, ví dụ như Vương nữ Hélène với vóc dáng cao và mái tóc sẫm màu, thứ nữ của Philippe của Orléans, Bá tước xứ Paris, người tranh ngôi vua Pháp. Viễn cảnh kết hôn với Hélène không hấp dẫn Nikolai: "Mẹ đã bóng gió về Hélène, ái nữ của Bá tước xứ Paris," ông viết trong nhật ký của mình. "Bản thân tôi muốn đi một hướng và rõ ràng là mẹ muốn tôi chọn một hướng khác." May mắn cho Nikolai là chính Hélène cũng phản đối, vì bà theo Công giáo La Mã và cha bà không đồng ý cho bà cải đạo sang Chính thống giáo Nga. Sau khi thỉnh cầu Giáo hoàng và bị ngài từ chối suy xét cuộc hôn nhân này, mối quan hệ giữa hai người chấm dứt. Sa hoàng, dù vẫn chủ trương bài Đức, liền sai sứ tới Margarethe của Phổ là em gái Đức hoàng Wilhelm II và cũng là cháu gái Victoria của Anh như Alix. Nikolai thẳng thừng tuyên bố mình thà đi tu còn hơn phải cưới một người kém ưa nhìn và nhàm chán như Margarethe. Margarethe thì nói mình không bằng lòng từ bỏ đức tin Kháng Cách để theo Chính thống giáo Nga.
Khi còn mạnh khỏe, Aleksandr III hoàn toàn phớt lờ những yêu cầu của con trai và chỉ chịu nhượng bộ khi sức khỏe bắt đầu xuống dốc năm 1894. Ban đầu Alix còn phiền muộn vì bị bắt phải bỏ đức tin vào Giáo hội Luther để theo Chính thống giáo, nhưng sau bà bị thuyết phục và đã trở thành một người cải đạo nhiệt thành. Sa hoàng và sa hậu không phải là những người duy nhất phản đối cuộc hôn nhân này – chính Victoria của Anh đã viết trong thư gửi chị gái Viktoria của Alix về mối nghi ngờ của bà rằng Đại vương công Sergey và Elisabeth ủng hộ đám cưới này, và những nghi ngờ của bà là chính xác. Sự phản đối của nữ vương không bắt nguồn từ lý do cá nhân – thậm chí bà còn có cảm tình với chàng tsesarevich – nhưng từ những nghi ngại về nước Nga gồm kinh nghiệm chính trị trong quá khứ, vì thiếu thiện cảm với cha Nikolai và vì lo sợ cho an nguy của cháu gái. 

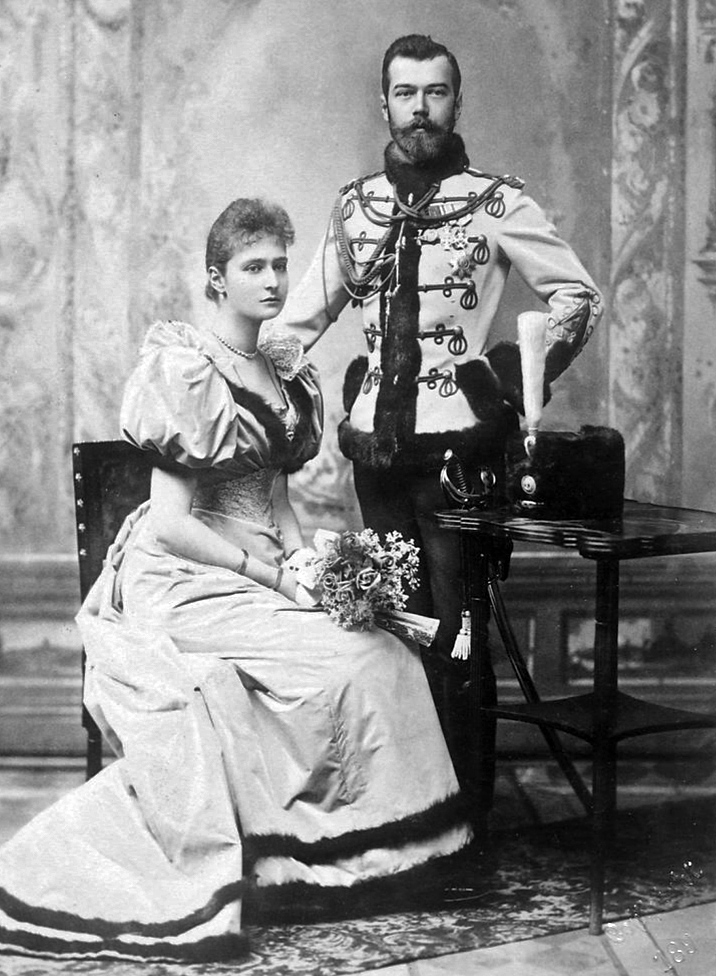
Sa hoàng Nikolai II vận quân phục hussar và Đại Công nữ Alix của Hessen trong một bức ảnh đính hôn chính thức, 1894

Tháng 4 năm 1894, anh trai của Alix là Ernst Ludwig – thừa kế tước hiệu Đại Công tước của Hessen và Rhein từ cha năm 1892 – kết hôn với em họ là Victoria Melita của Sachsen-Coburg và Gotha ("Ducky"), ái nữ của con trai thứ hai của Victoria của Anh là Alfred xứ Sachsen-Coburg và Gotha và Mariya Aleksandrovna của Nga, em gái Aleksandr III của Nga. Một số bà con của họ đã đến Coburg, Đức để ăn mừng lễ cưới, gồm đích thân Victoria của Anh (người đã sắp đặt hôn sự này), Thân vương xứ Wales, Kaiser (Hoàng đế) Wilhelm II của Đức và Hoàng hậu Victoria, thân mẫu của kaiser và là trưởng nữ của nữ vương. Vừa là con đỡ đầu của Victoria của Anh, Victoria Melita vừa là cháu ngoại Sa hoàng Aleksandr II và là em họ Nikolai. Tsesarevich dẫn đầu phái đoàn Nga gồm ba người chú ruột là Vladimir, Sergey và Pavel, hai người thím là Elizaveta Feodorovna (tức chị gái Elisabeth của Alix) và Maria Pavlovna.
Một ngày sau khi đến Coburg, Nikolai đã cầu hôn Alix, song bà từ chối ông vì lý do không chấp nhận cải đạo sang Chính thống giáo. Tuy nhiên, vì bị kaiser gây áp lực khi tuyên bố bổn phận của bà là phải cưới Nikolai, và Elisabeth chị bà nỗ lực chỉ ra cho bà sự tương đồng giữa Giáo hội Luther và Chính thống giáo Nga, bà đã chấp thuận lời cầu hôn thứ hai của Nikolai.
Sau khi đính hôn, Alix quay lại Anh cùng bà ngoại. Vào tháng 6, Nikolai đến Anh để thăm bà và đem theo linh mục riêng của cha mình là Cha Yanishev để dạy giáo lý cho bà. Chuyến đi của Nikolai cũng trùng với ngày sinh và lễ rửa tội con trai trưởng của người anh họ cả Nikolai và Alix là Vương tử George, Công tước xứ York  và vợ là Mary xứ Teck. Hai ông bà trở thành cha mẹ đỡ đầu của cậu bé, sau này là Vua Edward VIII và trị vì trong khoảng thời gian ngắn ngủi vào năm 1936.
Mùa thu năm ấy, khi sức khỏe của Aleksandr III ngày một xấu đi, Nikolai được vua cha đồng ý triệu kiến Alix vào lâu đài Livadia của dòng họ Romanov trên bán đảo Krym. Bà đi cùng chị gái Elisabeth từ Warszawa tới bán đảo Krym và buộc phải di chuyển bằng tàu lửa chở khách thông thường. Sa hoàng, dù đã rất yếu, vẫn khăng khăng bận quân phục đại lễ để đón và chúc phúc cho Alix.

## Hoàng hậu Nga

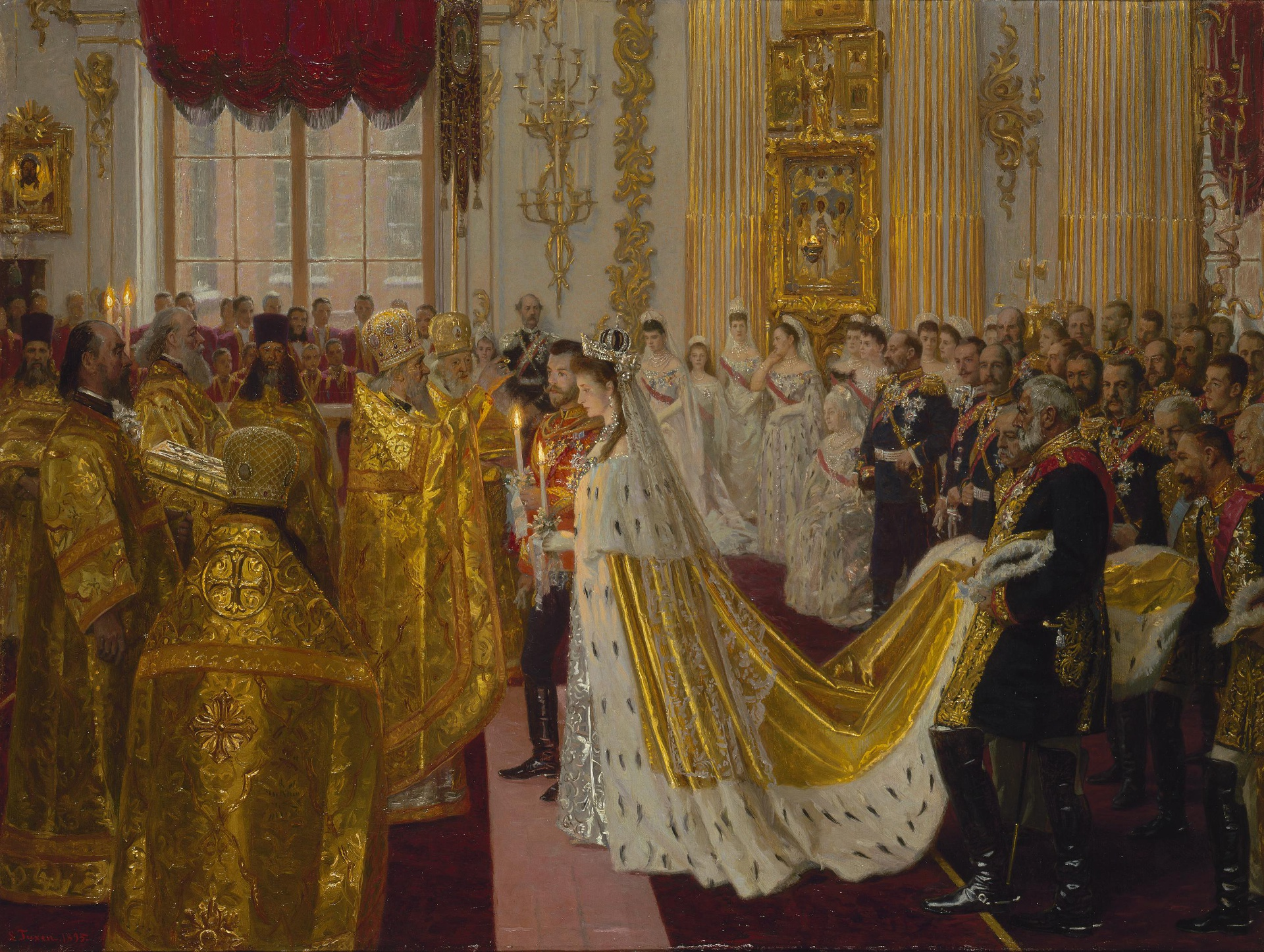
Tranh Laurits Tuxen vẽ đám cưới của Sa hoàng Nikolai II và Đại Công nữ Alix của Hessen-Darmstadt, diễn ra tại Nhà nguyện Cung điện Mùa đông, Sankt-Peterburg, vào ngày 14/26 tháng 11 năm 1894

Aleksandr III băng hà vào đầu giờ chiều ngày 1 tháng 11 năm 1894 ở tuổi 49. Tsesarevich Nikolai trở thành tân hoàng đế của Nga và được công nhận là Sa hoàng Nikolai II vào chiều tối cùng ngày. Ngày hôm sau, Alix được nhận vào Giáo hội Chính thống giáo Nga và được gọi là "Đại Công tước phu nhân Aleksandra Feodorovna tin thật". Bà cũng được miễn phải bác bỏ đức tin phái Luther cùng các đức tin trước đây của mình. Bà cũng bày tỏ mong muốn được lấy tên Ekaterina, nhưng cuối cùng lại chọn tên Aleksandra theo gợi ý của ông Nikolai.
Aleksandra, bác và bác dâu mình là Thân vương và Vương phi xứ Wales, cùng một số bà con khác của Nikolai ở Hy Lạp đến tiễn linh cữu của Aleksandr III tới Moskva để quàn trong điện Kremli, sau đó chuyển tới Sankt-Peterburg. Tang lễ của Aleksandr III được cử hành vào ngày 19 tháng 11.
Đám cưới của Nikolai và Aleksandra không bị trì hoãn. Hai ông bà thành hôn trong Nhà Thờ Lớn của Cung điện Mùa Đông tại Sankt-Peterburg vào ngày 26 tháng 11 năm 1894, trùng ngày sinh nhật của mẹ Nikolai, bấy giờ là Hoàng thái hậu Maria Fyodorovna, khi việc để tang đã dịu bớt. Từ ngày cưới trở đi, hai ông bà chung sống thân tình và khăng khít cho đến khi cả hai cùng bị hành quyết vào năm 1918. Cuộc hôn nhân này có bề ngoài êm ả, đúng mực, nhưng được xây dựng trên cơ sở tình yêu đằm thắm và mãnh liệt.
Đám cưới của Nikolai II và Aleksandra Feodorovna diễn ra khá gần với ngày mất của cha Nikolai. Chính cô dâu còn viết cho chị gái mình trong thư: "Đám cưới của chúng em, đối với em, chỉ đơn thuần là phần tiếp nối sau tang lễ của tiên sa hoàng, với khác biệt duy nhất là em mặc váy màu trắng thay vì đen." Nhiều người dân Nga coi sự xuất hiện quá chóng vánh của vị tân hoàng hậu sau cái chết của Hoàng đế Aleksandr là một điềm gở: "Cô ta đến với chúng ta sau một cỗ áo quan. Cô ta mang theo mình sự bất hạnh." Yến tiệc mừng lễ đăng quang được tổ chức sau đó đã bị thảm kịch Khodynka phá hỏng; cặp vợ chồng mới cưới bị chỉ trích là lạnh lùng, vô tâm.

### Sinh hạ con trưởng
Ngày 15 tháng 11 năm 1895, Aleksandra sinh con gái đầu lòng là Nữ Đại Công tước Olga tại Cung điện Anichkov. Olga không đủ điều kiện trở thành người thừa kế trên danh nghĩa theo Luật Pavel do Sa hoàng Pavel I lập ra: thứ tự thừa kế hoàng vị nước Nga được ưu tiên cho các thành viên nam của triều Romanov dù quan hệ huyết thống với sa hoàng xa đến đâu đi nữa, miễn là có bất cứ người nào còn sống. Aleksandra mong muốn đặt tên cho con gái là Viktoria theo tên bà ngoại mình, nhưng hai ông bà lại quyết định chọn tên Olga theo em gái của Nikolai là Olga Aleksandrovna của Nga, và bởi vì Olga là một cái tên Nga cổ. Dù nhiều người dân Nga và dòng họ Romanov cảm thấy thất vọng vì người được hạ sinh không phải người kế tự ngai vàng, Nikolai và Aleksandra vẫn vui mừng và thương yêu con gái mình. Người ta dự đoán vì Aleksandra chỉ mới 23 tuổi và vẫn còn trẻ nên sẽ có dư dả thời gian để bà sinh con trai.

### Đăng quang

Phù hiệu áo giáp loại nhỏ của Hoàng hậu Aleksandra Feodorovna

Aleksandra Feodorovna trở thành Hoàng hậu Nga trong ngày cưới, nhưng phải đến ngày 14 tháng 5 năm 1896 thì lễ đăng quang của Nikolai và Aleksandra mới được tổ chức trong Nhà thờ chính tòa Mông Triệu tại Kremli Moskva. Ngày hôm sau, đại yến mừng lễ đăng quang phải tạm dừng vì cái chết của hàng ngàn người dân. Những nạn nhân này đã bị giẫm đến chết trên cánh đồng Khodynka bên ngoài Moskva, khi có tin đồn lan ra là sẽ không đủ thức ăn mừng lễ đăng quang để phân phát cho toàn bộ hàng ngàn người đã tập trung ở đó. Số lượng cảnh sát ít ỏi không thể duy trì được trật tự khiến hàng ngàn người bị giẫm đạp đến chết giữa đám đông chen lấn xô đẩy. Vì sự kiện này, sa hoàng tuyên bố mình không thể đến tham dự buổi dạ hội do Đại sứ Pháp, Marquis de Montebello, tổ chức tối hôm đó. Song các chú của sa hoàng vẫn giục ông tham gia để khỏi làm phật lòng người Pháp. Nikolai đành nhượng bộ và cùng Aleksandra tham dự vũ hội. Sergey Yulyevich Witte nhận xét, "Chúng tôi đã hy vọng buổi tiệc sẽ bị hủy bỏ. Nhưng rồi nó vẫn được tổ chức như thể chẳng có chuyện gì xảy ra, và các hoàng thân mở đầu buổi khiêu vũ bằng một điệu nhảy bốn cặp." Cái chết của Aleksandr III đã có tác động không nhỏ đến Aleksandra. Đại sứ Anh thông báo với Victoria của Anh: "Hoàng hậu xuất hiện trong đau khổ tột cùng, đôi mắt đỏ ngầu vì nước mắt." Tuy hôm sau Aleksandra đã cùng Nikolai đến thăm người bị thương và đề nghị chi trả cho quan tài của những người chết, nhiều người Nga vẫn coi thảm kịch tại cánh đồng Khodynka là điềm báo cho một triều đại bất hạnh. Những người khác lợi dụng hậu quả từ thảm kịch và cách ứng xử của hoàng gia để nhấn mạnh sự nhẫn tâm của chế độ chuyên quyền và sự nông cạn của cả vị sa hoàng trẻ tuổi lẫn "người đàn bà Đức" của ông.
Mùa thu năm ấy, Nikolai, Aleksandra và Nữ Đại Công tước Olga tới Scotland để thăm Victoria của Anh tại Lâu đài Balmoral. Nikolai có tâm trạng không tốt sau chuyến đi săn giữa thời tiết xấu cùng "Bác Bertie" (Thân vương xứ Wales) trong khi đang bị cơn đau răng hành hạ, song Aleksandra lại vui thích khi được dành thời gian bên bà ngoại. Đó cũng là lần cuối cùng hai bà cháu gặp nhau, vì khi Victoria của Anh băng hà vào tháng 1 năm 1901, Aleksandra đã không thể dự đám tang ở Luân Đôn vì đang mang thai con gái thứ tư là Nữ Đại vương công Anastasia.

### Bị người Nga chối bỏ
Không như người mẹ chồng sôi nổi và danh tiếng của mình, Aleksandra hoàn toàn không tạo được thiện cảm nơi thần dân. Bà để lại ấn tượng là một người lạnh lùng và cộc lốc, mặc dù theo lời bà và nhiều người bạn thân thiết khác thì bà chỉ quá nhút nhát và lo lắng khi đối diện với người Nga. Bản chất "thù ghét" của người Nga khiến bà thấy tổn thương. Bà cũng bị cả người giàu lẫn người nghèo chê bai vì không yêu thích văn hóa Nga (dù bà đã cải đạo theo Chính thống giáo), bất kể là về ẩm thực hay cách khiêu vũ. Bà phát âm tiếng Nga không chuẩn. Việc bà không sinh được con trai cũng khiến người dân khó chịu. Sau khi bà hạ sinh con gái đầu lòng là Nữ Đại Công tước Olga, Nikolai nói, "Chúng tôi cảm thấy biết ơn vì con bé là con gái; nếu con là con trai thì con đã thuộc về nhân dân, nhưng là con gái nên con thuộc về chúng tôi." Khi ái nữ thứ hai là Tatyana ra đời, người ta kể Aleksandra đã bật khóc nức nở khi nghĩ đến phản ứng của người dân Nga. Nỗi thất vọng này càng gia tăng khi hai cô con gái tiếp theo là Mariya và Anastasiya chào đời. Đến khi "Tia Nắng" của bà là Tsarevich (Hoàng tử) Aleksei ra đời, bà càng tự cô lập mình khỏi triều đình Nga bằng cách dành hầu hết thời gian bên con trai. Căn bệnh máu khó đông của tsarevich không làm cản trở mối quan hệ thân thiết giữa hai mẹ con cậu. Bà cũng kết giao với những nhân vật sống tách biệt khác như Anna Vyrubova và Sonia Orbeliani, một người bệnh tật, thay vì qua lại với những tiểu thư quý tộc Nga "phù phiếm." Những người phụ nữ này thường xuyên bị vị sa hậu "kênh kiệu" phớt lờ.

Nhà sử học Barbara W. Tuchman viết về Sa hậu Aleksandra trong quyển The Guns of August: 
Mặc dù khó có thể nói rằng Czar (tức Sa hoàng) cai trị Nga một cách có hiệu quả, ông đã cai trị như một vị vua chuyên quyền và lại bị cai trị bởi chính người vợ kiên định tuy kém thông minh của mình. Xinh đẹp, loạn trí và đa nghi một cách bệnh hoạn, bà ta ghét tất cả mọi người chỉ trừ gia đình ruột thịt và một bọn bợm bãi cuồng tín và điên khùng, những kẻ đem lại sự an ủi cho tâm hồn tuyệt vọng của bà ta.

 Về sau bà bị nghiện barbiturat Veronal: "Tôi bị nó thấm đẫm theo đúng nghĩa đen," bà thú nhận với một người bạn vào năm 1914.
Ngoài Vyrubova và Orbeliani, Aleksandra cũng kết bạn với Đại vương công phu nhân Militsa Nikolaevna của Nga, vốn là vương nữ Montenegro và là vợ một người bà con của Nikolai. Qua bà này, Aleksandra được giới thiệu cho một tín đồ huyền học tên Philippe Nizier-Vachot vào năm 1901. Philippe gây ảnh hưởng lên vợ chồng sa hoàng trong một thời gian ngắn, sau đó bị vạch trần là một kẻ bịp bợm vào năm 1903 và bị trục xuất khỏi Nga. Năm 1902, có người mách nếu Nikolai và Aleksandra ủng hộ việc tuyên thánh cho Serafim thành Sarov thì Aleksandra sẽ sinh được con trai. Dưới áp lực từ sa hoàng, nhà thờ đã tôn phong hiển thánh cho người này vào năm 1903. Sự can thiệp của hoàng tộc vào quá trình tuyên thánh đã buộc nhà thờ phải bỏ qua những quy tắc được định ra về việc tuyên thánh, làm dấy lên sự phản đối kịch liệt của cả giáo dân lẫn hàng giáo phẩm.
Aleksandra sống khá tách biệt xã hội trong suốt thời gian chồng trị vì. Quan hệ giữa bà với mẹ chồng là Maria Feodorovna cũng rất tệ. Thái hậu từng muốn giúp Aleksandra học hỏi về vị thế của một hoàng hậu, nhưng lại bị bà né tránh. Không như các triều đình khác ở châu Âu thời bấy giờ, trong triều đình Nga, thái hậu có địa vị cao hơn sa hậu và quy tắc này được Maria đem ra áp đặt rất nghiêm với sự hậu thuẫn từ Nikolai. Tại vũ hội hoàng gia và những dịp hội họp trang trọng khác, theo triều nghi, Nikolai sẽ cầm tay mẹ tiến vào phòng còn Aleksandra chỉ được lặng lẽ bước theo sau. Không những thế, Maria còn có xu hướng giữ các con trai mình thái quá. Aleksandra thì phật ý với cách đối xử ân cần phô trương của sa hoàng với Maria, và điều này chỉ đỡ hơn khi năm người con của họ ra đời. Về phần Maria, bà không đồng ý cho con mình lấy vợ người Đức và rất sửng sốt khi thấy con dâu không hề được lòng người Nga. Bên cạnh đó, Maria đã sống ở Nga mười bảy năm trước khi Aleksandr III tức vị, còn Aleksandra chỉ có một tháng để học hỏi về triều nghi nước Nga, dù bà rất hiếm khi tuân theo, và điều này càng khiến danh tiếng của bà giảm sút. Chí ít Aleksandra vẫn đủ tinh ý để không công nhiên chỉ trích Maria và còn gọi bà này là "Mẹ thân yêu" trước công chúng.
Những mối giao hảo thực sự của Aleksandra chỉ gồm các em của Nikolai và một nhóm rất nhỏ những thành viên khác trong gia tộc Romanov: Đại vương công Aleksandr Mikhaylovich (chồng của em gái Nikolai là Kseniya), Đại vương công Konstantin Konstantinovich (người có khiếu nghệ thuật nhất trong hoàng thất) cùng gia đình, và Georgy Mikhaylovich (kết hôn với Maria của Hy Lạp và Đan Mạch, chị họ bên đằng ngoại của Nikolai). Aleksandra không thích gia đình người cậu của Nikolai là Đại vương công Vladimir Aleksandrovich và vợ là Đại Công tước phu nhân Mariya Pavlovna, những người đã công khai chỉ trích bà trong chiến tranh. Bà xem ba người con trai Kirill, Boris và Andrei của họ là những kẻ vô luân vô phương cứu chữa và đã từ chối lời cầu hôn Nữ Đại vương công Olga của Boris vào năm 1913.
Aleksandra rất ủng hộ chồng nhưng thường tặng ông những lời khuyên cực đoan. Bà ủng hộ nhiệt thành chủ nghĩa "thần quyền của vua chúa" và tin rằng nỗ lực chiếm được sự đồng thuận của nhân dân là không cần thiết, theo lời bác gái của bà là Hoàng hậu Friedrich của Đức. Bà này cũng viết trong thư gửi Victoria của Anh: "Alix rất hống hách và luôn muốn mọi chuyện phải theo ý mình; nó sẽ không bao giờ chịu nhường dù chỉ một mảy may quyền lực mà nó nghĩ là mình sở hữu." Trong Chiến tranh thế giới thứ nhất, khi nhân dân Nga nổi loạn, tất thảy những lời chê bai của người Nga về hoàng hậu – thí dụ như gốc gác Đức, những lý tưởng yếu kém hay lòng sùng bái Rasputin của bà – đã làm xuyên tạc mưu đồ hành quyết cả gia đình bà. Vụ ám sát của bà – theo lời con gái Đại sứ Anh – được đề cập công khai nơi phòng khách của các gia đình quý tộc, rằng đó là cách duy nhất để giải thoát đế quốc.

### Quan hệ với con cái
Gần một năm sau khi kết hôn với sa hoàng, Aleksandra hạ sinh con gái đầu lòng là Olga vào ngày 15 tháng 11 năm 1895. Bà còn sinh thêm ba người con gái nữa sau Olga trong năm năm kế tiếp: Tatyana vào 10 tháng 6 năm 1897, Mariya vào 26 tháng 6 năm 1899 và Anastasiya vào 18 tháng 6 năm 1901. Sau ba năm nữa, bà mới hạ sinh người kế vị đã được mong chờ từ lâu là Aleksey Nikolaevich tại Petergof ngày 12 tháng 8 năm 1904. Cha mẹ của Aleksei rất thất vọng khi cậu sinh ra đã bị máu khó đông, một căn bệnh khiến cơ thể khó đông máu khi bị thương và không thể chữa khỏi. Biết rõ chính căn bệnh này đã cướp đi mạng sống của anh trai Friedrich và cậu Leopold, Aleksandra cảm thấy rất tội lỗi vì đã di truyền căn bệnh này cho Aleksei và dần suy sụp vì lo lắng cho con trai.
Aleksandra quyết tâm tự chăm sóc các con mình. Bà còn khiến giới quý tộc Nga kinh ngạc vì tự mình cho con bú. Cách dưỡng dục con cái này phản chiếu cách mà chính bà được nuôi dạy trước đây.

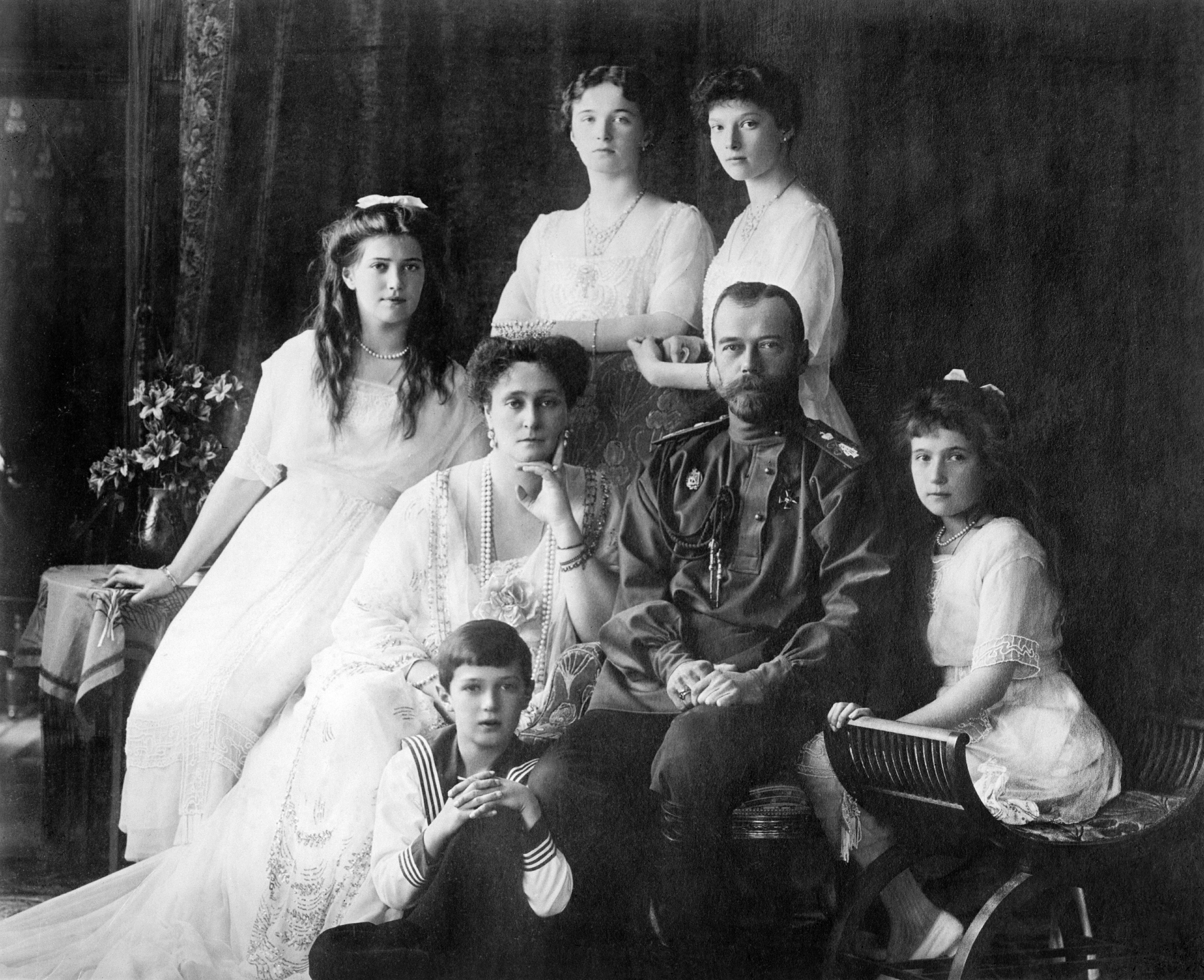
Gia đình Hoàng đế Nga, 1913. Từ trái sang phải: Nữ Đại vương công Maria, Sa hậu Aleksandra, Nữ Đại vương công Olga và Tatiana, Sa hoàng Nikolai II và Nữ Đại vương công Anastasia. Tsarevich Aleksei ngồi phía trước cha mẹ mình.

Nữ Đại vương công Olga được cho là người nhút nhát và trầm lặng. Khi lớn lên, Olga đọc rất nhiều loại sách từ tiểu thuyết đến thơ và thường mượn sách của sa hậu trước khi mẹ mình đọc. "Mẹ phải đợi, thưa mẹ, để con xem thử cuốn sách này có hợp cho mẹ đọc không," Olga viết. Theo lời các gia sư, cô là người thông minh nhất trong số năm anh chị em và có trí óc nhanh nhạy. Cô có vẻ ngoài giống cha, rất yêu mến ông và không thân mật với mẹ bằng cha. Aleksandra gần gũi con gái thứ hai là Tatiana hơn và cô này cũng luôn quan tâm đến mẹ mình. Trong những tháng cuối đời, Tatiana đã giúp mẹ đi lại quanh nhà bằng xe lăn. Cô là cô con gái giống mẹ mình nhất, cả về ngoại hình lẫn tính cách. Tatiana cũng được xem là cô gái thanh lịch nhất trong số bốn chị em và có sức quyến rũ hơn cả Olga. Nữ Đại Công tước thứ ba là Maria thì dễ thương, dịu dàng, thích trò chuyện về hôn nhân và con cái. Cô có nét giống ông bà nội và thừa hưởng thể lực tốt nổi tiếng của Aleksandr III của Nga. Nikolai nghĩ Maria sẽ trở thành một người vợ ưu tú. Cô được xem là nàng "thiên sứ" của gia đình và là người đẹp nhất trong số các chị em gái, cùng với Tatiana. Anastasia thì sôi nổi, hoạt bát, cũng là cô con gái nhỏ tuổi và nổi tiếng nhất trong gia đình. Cô có biệt danh tiếng Nga "shvibzik", nghĩa là "cô bé nghịch ngợm". Tuy sở hữu ngoại hình giống mẹ, Anastasia lại có tính cách hoàn toàn khác. Khi còn bé cô rất phá phách, thậm chí còn trèo lên cây và không chịu xuống trừ khi chính cha mình bắt xuống. Cô ruột kiêm mẹ đỡ đầu của cô, Nữ Đại vương công Olga Aleksandrovna, thậm chí từng tát vào mặt cô khi những trò trêu chọc của cô trở nên thái quá.
Khi các con gái mình còn bé, Aleksandra thường diện đồ cho các cô theo cặp, hai cô chị một cặp và hai cô em một cặp. Họ được gọi là "Cặp Đôi Lớn" và "Cặp Đôi Nhỏ". Khi Olga và Tatiana đã lớn hơn, họ phải đóng vai trò nghiêm túc hơn khi tham gia các vấn đề công vụ. Dù mỗi khi ở riêng họ vẫn gọi song thân là "cha" và "mẹ", khi đứng trước công chúng, họ lại chuyển sang gọi "Hoàng hậu" và "Hoàng đế". Nikolai và Aleksandra dự định sẽ chính thức ra mắt hai cô con gái lớn vào năm 1914, khi Olga được 19 tuổi còn Tatiana 17 tuổi, nhưng Thế chiến thứ I lại nổ ra vào năm đó nên kế hoạch bị hủy bỏ. Đến năm 1917 thì bốn cô gái đều đã ra dáng thiếu nữ. Tuy Nikolai và Aleksandra thật lòng yêu thương các con gái, các cô vẫn bị quan niệm giới tính làm cho mờ nhạt và do đó không được cha mẹ kỳ vọng nhiều. Họ thường bị đối xử như một cá thể duy nhất với biệt danh "OTMA", lấy từ chữ cái đầu của tên mỗi người. Bản sắc riêng của họ phần nào bị lu mờ, đặc biệt là sau khi cậu em út ra đời.
Aleksandra rất thương Aleksey. Thầy giáo của năm đứa trẻ là Pierre Gilliard viết, "Aleksei là trung tâm, là tiêu điểm của tất thảy hy vọng và tình thương của một gia đình đoàn kết. Các chị cậu tôn sùng cậu. Cậu là niềm tự hào và niềm vui của song thân mình. Khi cậu mạnh khỏe, cả cung điện biến đổi. Mọi người và vạn vật trong đó như được tắm táp dưới ánh nắng mặt trời."
Biết rằng chính mình đã di truyền bệnh máu khó đông cho con trai, Aleksandra tỏ ra rất tận tụy trong việc bảo vệ cậu bé. Bà luôn để mắt đến cậu và tìm đến những nhà huyền học tự nhận có thể chữa cho cậu khi cậu bị thương nguy hiểm đến tính mạng. Bà chiều hư con trai và luôn để cậu muốn gì được nấy. Năm 1912, Aleksandra cuối cùng cũng tự tin tiết lộ bệnh tình của Aleksey cho mẹ chồng và các em gái chồng, nhưng thông tin này nhanh chóng lan đến tai một nhóm nhỏ họ hàng và các cận thần. Việc tiết lộ bệnh hóa ra phản tác dụng vì Aleksandra liền bị quy trách nhiệm cho thể trạng ốm yếu của Aleksei. Con cái Victoria của Anh cũng bị mắc bệnh này nên nó được một số người gọi là "chứng bệnh Anh", càng làm tăng thêm yếu tố ngoại lai mà Aleksandra bị gán cho. Bà ngày một gây mất lòng hoàng gia, giới quý tộc và cả thần dân Nga. Trong Thế chiến I, gốc gác Đức của bà càng khích động sự ghét bỏ này, biến bà thành tiêu điểm chính của gần như mọi khía cạnh chống đối hoàng gia.

#### Hậu duệ
| Hình ảnh | Tên                    | Sinh                                                | Tử vong                  | Ghi chú                               |
| --- | ---------------------- | --------------------------------------------------- | ------------------------ | ------------------------------------- |
| Cùng với Nikolai II của Nga (ngày 6 tháng 6 năm 1872 – ngày 17 tháng 7 năm 1918, kết hôn ngày 26 tháng 11 năm 1894) |                        |                                                     |                          |                                       |
| | Olga Nikolayevna       | Ngày 15 tháng 11 [lịch cũ ngày 3 tháng 11] năm 1895 | Ngày 17 tháng 7 năm 1918 | Bị người Bolshevik bắn ở Ekaterinburg |
| | Tatyana Nikolayevna    | Ngày 10 tháng 6 [lịch cũ ngày 29 tháng 5] năm 1897  | Ngày 17 tháng 7 năm 1918 | Bị người Bolshevik bắn ở Ekaterinburg |
| | Mariya Nikolayevna     | Ngày 26 tháng 6 [lịch cũ Ngày 14 tháng 6] năm 1899  | Ngày 17 tháng 7 năm 1918 | Bị người Bolshevik bắn ở Ekaterinburg |
| | Anastasiya Nikolayevna | Ngày 18 tháng 6 [lịch cũ ngày 5 tháng 6] năm 1901   | Ngày 17 tháng 7 năm 1918 | Bị người Bolshevik bắn ở Ekaterinburg |
| | Aleksey Nikolaevich    | Ngày 12 tháng 8 [lịch cũ ngày 30 tháng 7] năm 1904  | Ngày 17 tháng 7 năm 1918 | Bị người Bolshevik bắn ở Ekaterinburg |

Ngoài năm người con còn sống, Aleksandra được cho là đã bị sảy thai vào mùa hè năm 1896, có thể do kiệt sức sau những buổi yến tiệc đăng quang liên miên. Bà cũng bị mang thai giả vào tháng 8 năm 1902.
Sức khỏe của Aleksandra vốn không được tốt. Việc mang thai liên tục với bốn cô con gái trong sáu năm và cậu con út trong ba năm sau đó càng khiến bà yếu hơn. Tuy nhiên, tất cả những người viết tiểu sử về bà, bao gồm Robert Massie, Carrolly Erickson, Greg King và Peter Kurth, đều cho rằng chính sự lo lắng thái quá cho vị tsarevich ốm yếu mới là nguyên nhân khiến bà gần như tàn phế trong những năm sau này. Phần lớn thời gian bà chỉ nằm trên giường, trên ghế dài trong khuê phòng hoặc ngoài hiên, tránh né những sự kiện xã hội mà bà chán ghét. Bà cũng thường xuyên dùng một loại thảo dược tên là Adonis Vernalis để điều chỉnh mạch. Bà liên tục cảm thấy mệt mỏi, ngủ không ngon giấc và than bị sưng chân. Bà ăn rất ít nhưng chưa bao giờ bị sụt ký. Có khả năng bà mắc bệnh Basedow, một căn bệnh gây cường giáp có thể dẫn đến rung nhĩ.

### Bệnh máu khó đông và Rasputin

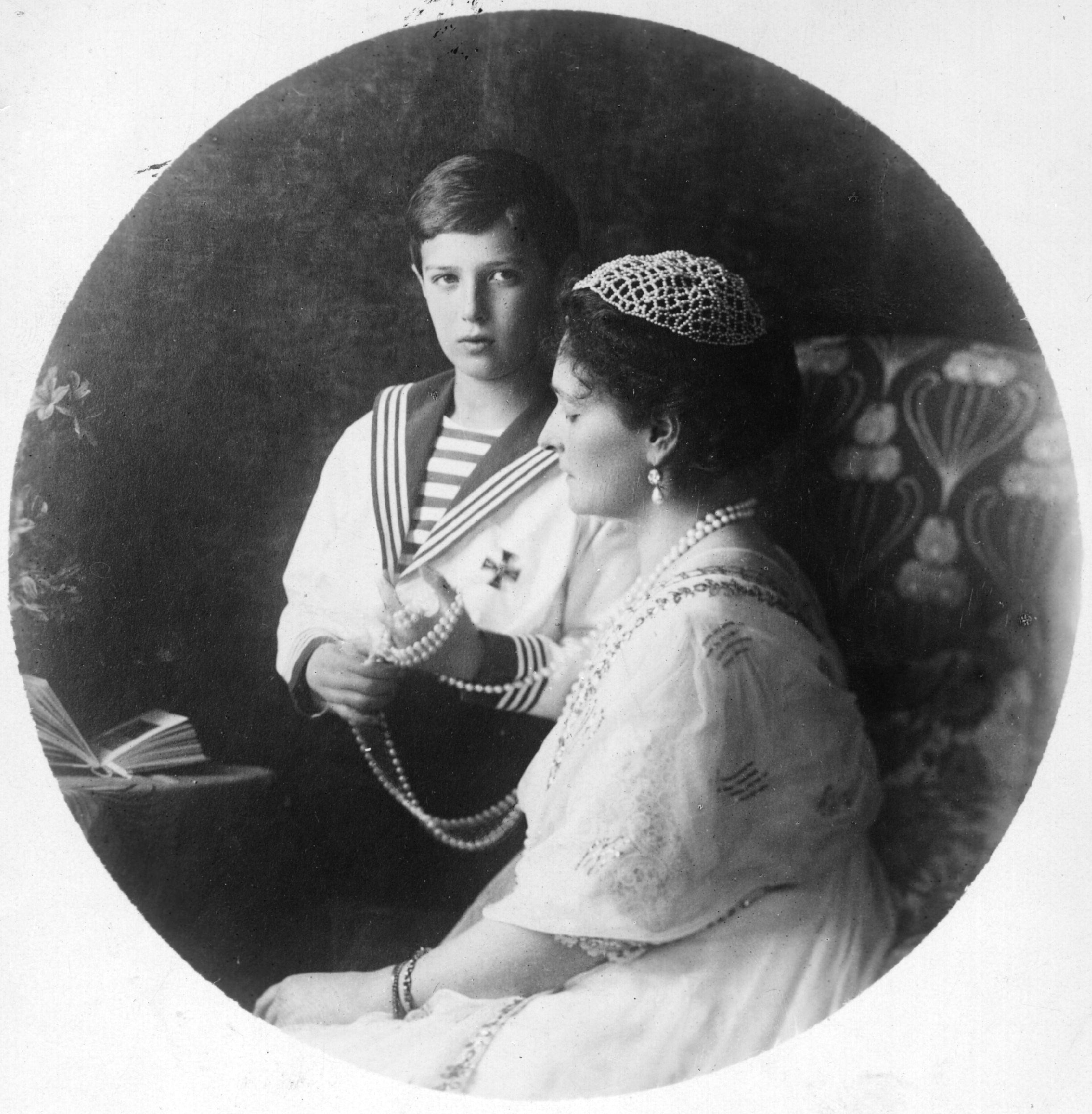
Aleksandra và con trai Aleksei, 1913

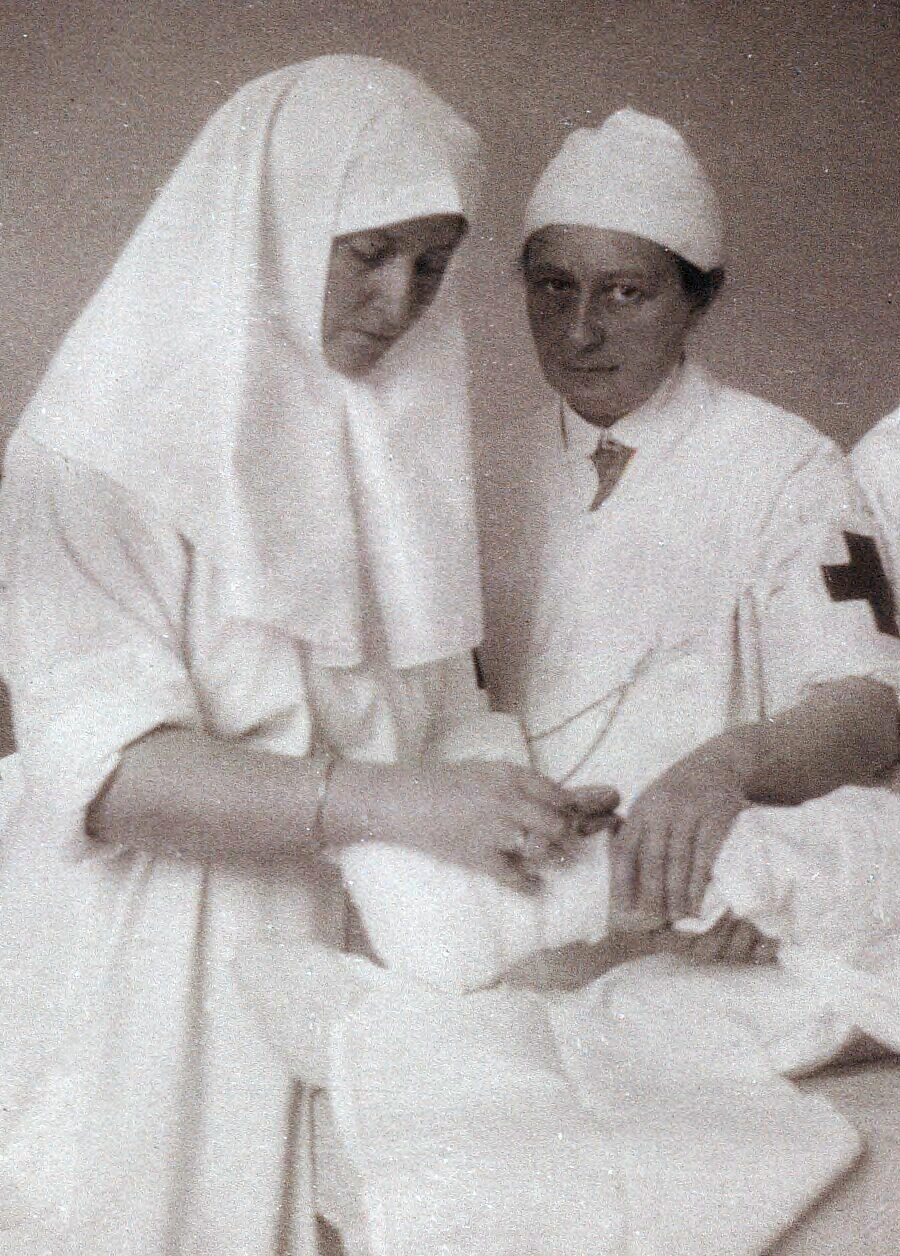
Aleksandra và Vera Gedroits, 1915

Tsarevich Aleksei ra đời giữa đỉnh điểm của chiến tranh Nga-Nhật vào ngày 12 tháng 8 năm 1904. Cậu là hoàng thái tử và người kế vị ngai vàng nước Nga. Aleksandra đã hoàn tất vai trò quan trọng nhất của một sa hậu là sinh nam duệ. Ban đầu tsarevich có vẻ khỏe mạnh bình thường, nhưng chỉ sau vài tuần, người ta để ý khi cậu bị va chạm thì những vết thâm tím không tự lành. Rốn cậu chảy máu và máu đông rất chậm. Rất nhanh chóng, cậu được phát hiện là mắc chứng máu khó đông, mà căn bệnh này chỉ có thể được di truyền từ đằng mẹ là Aleksandra. Máu khó đông là bệnh có thể gây tử vong vào thời gian đầu thế kỷ 20 và đã xâm nhập vào nhiều gia đình hoàng tộc châu Âu qua các con gái của Victoria của Anh, mà chính bà cũng là người mắc bệnh. Căn bệnh này đã giết chết anh trai của Aleksandra là Friedrich năm 1873, cả cậu bà là Vương tử Leopold, Công tước xứ Albany năm 1884. Chị gái bà là Irene cũng mang gen bệnh và sau khi cưới Heinrich của Phổ, bà đã di truyền bệnh này xuống một nhánh nhỏ của hoàng gia Phổ. Victoria Eugenie của Battenberg, một cháu gái khác của Victoria của Anh và là em họ Aleksandra, cũng mang gen máu khó đông. Bà kết hôn với Alfonso XIII của Tây Ban Nha và hai người con trai của bà cũng mắc bệnh này. Vì là một căn bệnh nan y đe dọa đến tính mạng của con trai và người kế vị duy nhất của hoàng đế, việc Aleksei bị bệnh đã được giữ kín với người dân Nga.
Ban đầu, Aleksandra tìm đến các bác sĩ người Nga để chữa bệnh cho Aleksey. Những phương pháp điều trị của họ đều thất bại. Nặng trĩu với ý nghĩ chỉ cần một cú ngã hay vết đứt cũng có thể giết chết con trai mình, Aleksandra tìm sự an ủi nơi tôn giáo, làm quen với tất cả nghi lễ lẫn những vị thánh của Chính thống giáo và dành hàng giờ mỗi ngày để cầu nguyện trong nhà nguyện riêng. Trong tuyệt vọng, dần dà bà tìm đến những nhà huyền học được xưng tụng là thánh nhân. Một trong số đó là Grigori Rasputin, người tự nhận có cách chữa bệnh cho con trai bà.
Lối sống trụy lạc của Rasputin đôi khi khiến Nikolai phải giữ khoảng cách với ông ta. Chỉ huy lực lượng cảnh sát quốc gia báo cáo Rasputin đã say xỉn và bộc lộ bản chất của mình tại một nhà hàng Moskva nổi tiếng khi khoác lác Nikolai cho ông ta quan hệ với vợ mình bất cứ khi nào ông ta muốn, nhưng Aleksandra chỉ cho đó là tin đồn ác ý. "Các bậc thánh luôn bị vu khống," bà viết. "Ông ấy bị ghét bỏ vì chúng ta quý ông ấy." Nikolai không mù quáng như bà, song ông cũng bất lực không thể làm gì vị "ân nhân" đã cứu mạng cậu con trai duy nhất của mình. Pierre Gilliard viết, "Ông [Nikolai] không muốn đuổi Rasputin đi, vì nếu Aleksei mà chết thì trong mắt người mẹ, chính ông sẽ trở thành kẻ đã giết con trai mình"
Ngay từ đầu đã có những lời bàn tán dai dẳng sau lưng Rasputin. Dù một số giáo sĩ hầu đầu Sankt-Peterburg đã chấp nhận coi Rasputin là một vị tiên tri sống, những người khác lại giận dữ tố cáo ông ta là kẻ lừa đảo và dị giáo. Những câu chuyện về ông ta từ quê nhà Sibir lan tới, thí dụ chuyện ông ta đồng ý chủ trì đám cưới cho dân làng, đổi lại ông ta sẽ được ngủ với cô dâu trong đêm đầu tiên. Rasputin sống trong căn hộ tại Sankt-Peterburg cùng hai cô con gái và hai người giúp việc. Người ta tìm đến đây để được ban phước lành, chữa bệnh hoặc để nhờ ông ta xin đặc ân từ sa hậu. Phụ nữ bị mê hoặc bởi sự bí ẩn của Rasputin. Họ tìm đến ông ta để xin những "phước lành riêng tư" hơn và được ông ta tiếp chuyện riêng trong phòng ngủ, nơi được gọi đùa là "Nơi Rất Thánh". Rasputin thích giảng về một thuyết thần học độc đáo, là trước tiên người ta phải làm quen với tội lỗi thì sau đó mới có cơ may đảo ngược nó.
Năm 1912, Aleksei bị xuất huyết ở đùi gây nguy hiểm đến tính mạng khi cả gia đình đang ở Spała, Ba Lan. Aleksandra và Nikolai thay phiên canh bên giường bệnh và cố gắng an ủi cậu hòng giúp cậu nguôi cơn đau dữ dội, song vô ích. Trong một khoảnh khắc yên bình hiếm hoi, Aleksei thì thầm với mẹ, "Khi con chết thì sẽ không còn thấy đau nữa, phải không mẹ?" Aleksandra cảm thấy Chúa đã không đáp lại lời bà cầu nguyện cho con trai. Tin chắc Aleksei sẽ chết, Aleksandra tuyệt vọng gửi một bức điện tín cho Rasputin và ông này trả lời ngay: "Chúa đã thấy những giọt nước mắt của bà và nghe tiếng bà cầu nguyện. Xin chớ đau buồn. Cậu Nhỏ sẽ không chết. Đừng để đám bác sĩ làm phiền cậu nhiều quá." Aleksei bình phục sau khi lời khuyên của Rasputin được thực thi. Từ năm 1912 trở đi, Aleksandra ngày càng tin cậy Rasputin và cho rằng ông này có khả năng giúp Aleksei nguôi đau đớn. Sự tin tưởng này đã làm gia tăng quyền lực chính trị của Rasputin và làm suy yếu nghiêm trọng quyền cai trị của nhà Romanov trong Thế chiến thứ I.
Sự can thiệp của Rasputin vào chính trị dẫn đến việc ông ta bị ám sát vào ngày 30 tháng 12 năm 1916. Trong số những kẻ chủ mưu có Vương công Feliks Yusupov là một nhà quý tộc và là hôn phu của cháu gái Nikolai II, Nữ Công tước Irina của Nga, và Đại Công tước Dmitri Pavlovich, em họ của Nikolai. Ký giả Michael Smith viết trong cuốn sách của mình là người đứng đầu Cục Tình báo mật của Anh, Mansfield Cumming, đã cử ba điệp viên tới Nga để trừ khử Rasputin vào tháng 12 năm 1916.

### Thế chiến thứ I

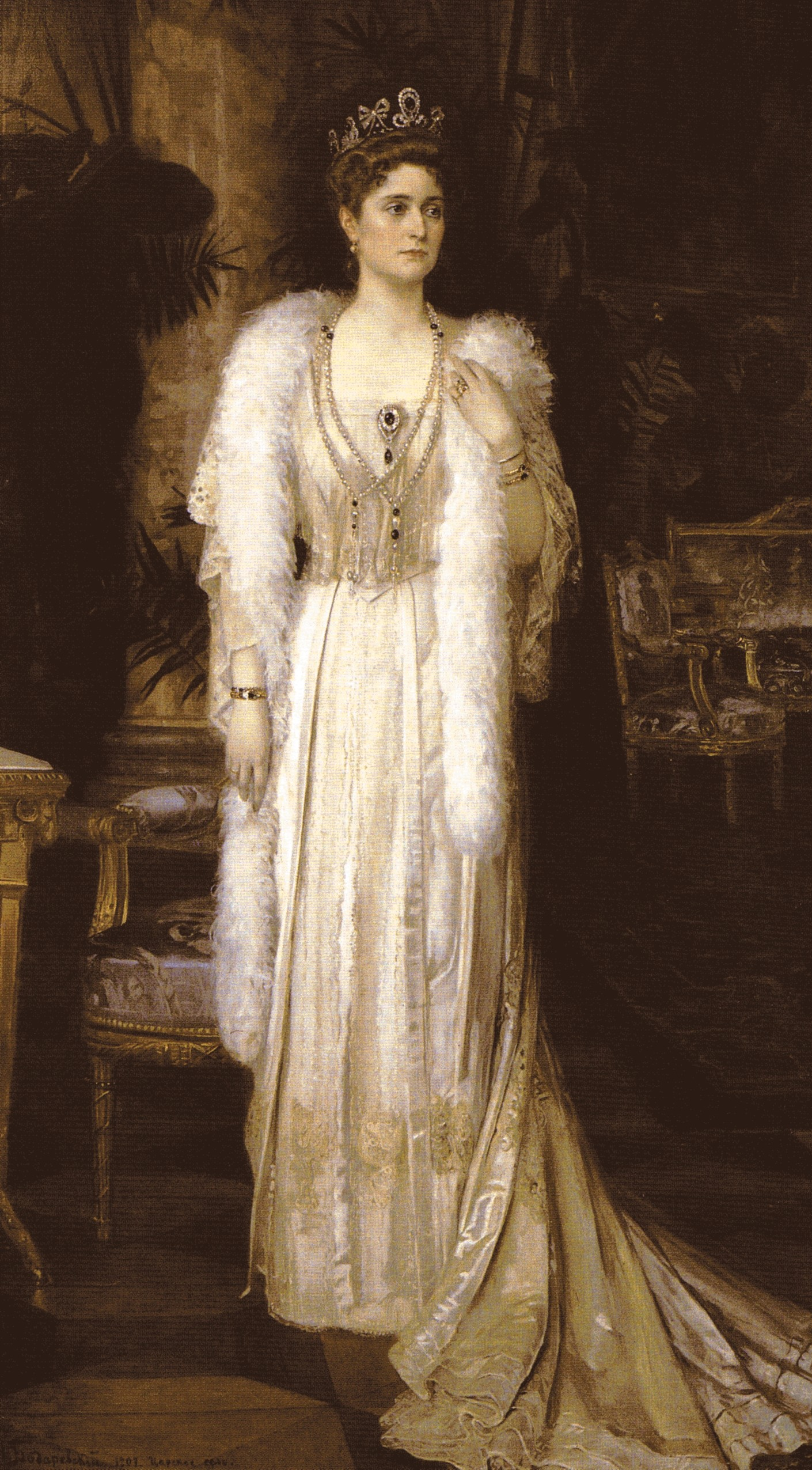
Chân dung Hoàng hậu Aleksandra Feodorovna. Livadia, 1907

Sự bùng nổ của Thế chiến thứ I là thời điểm then chốt đối với Nga và Aleksandra. Trong cuộc chiến, Đế quốc Nga dưới triều Romanov phải đối đầu với đối thủ mạnh hơn là Đế quốc Đức dưới triều Hohenzollern. Khi Aleksandra hay tin về lệnh tổng động viên của Nga, bà đã xông vào phòng làm việc của chồng và la, "Chiến tranh! Mà tôi thì chẳng biết chút gì về nó! Đây chính là dấu chấm hết của mọi thứ."
Đại Công quốc Hessen và Rhein do em trai bà cai trị là một phần của Đế quốc Đức. Đây chính là nơi sinh của Aleksandra, là lý do khiến nhân dân Nga không thích bà và buộc tội bà là câu kết với người Đức. Kaiser Wilhelm II cũng là anh họ của Aleksandra. Trớ trêu thay, một trong những điểm chung ít ỏi của Hoàng hậu Aleksandra và mẹ chồng, Thái hậu Maria, lại là sự chán ghét tột cùng ông Wilhelm II. Wilhelm thường đối xử với bà bằng vẻ trịch thượng, coi bà chỉ như một vương nữ Đức kém quan trọng. Chị gái Aleksandra, Irene, thì đã cưới em trai Kaiser Wilhelm là Heinrich và cũng theo phe Đức.
Khi sa hoàng thân chinh ra tiền tuyến vào năm 1915 để nắm quyền chỉ huy quân đội, ông để Aleksandra lại thủ đô Sankt-Peterburg làm nhiếp chính. Em chồng của bà là Aleksandr Mikhaylovich ghi nhận, "Khi hoàng đế ra trận thì lẽ tất nhiên là vợ ngài nắm quyền thay cho ngài." Aleksandra không có kinh nghiệm triều chính. Bà liên tục bổ nhiệm và tái bổ nhiệm những bộ trưởng bất tài, khiến bộ máy chính quyền không khi nào hoạt động ổn định và hiệu quả. Điều này đặc biệt nguy hiểm trong một cuộc chiến tranh tiêu hao, vì cả quân đội lẫn nhân dân đều không được tiếp tế đầy đủ.
Trong cuộc chiến, hoàng gia cũng dấy lên một mối lo ngại sâu sắc về tầm ảnh hưởng của Hoàng hậu Aleksandra lên những vấn đề chính trị quan trọng thông qua sa hoàng và ảnh hưởng của Grigori Rasputin lên bà, vì những điều này được xem là gây kích động quần chúng, đe dọa sự an nguy của hoàng vị và sự tồn vong của đất nước. Grigori sớm trở thành cố vấn thân cận của Aleksandra và bị nhiều người cho là có thông dâm với hoàng hậu, song đây chỉ là tin thất thiệt. Dù vậy Aleksandra vẫn là trung tâm của nhiều tin đồn tiêu cực và còn bị cho là gián điệp Đức tại triều đình Nga. Thay mặt cho các hoàng thân của sa hoàng, Elisabeth của Hessen và Rhein và Victoria Melita của Sachsen-Coburg và Gotha được cử ra làm trung gian để xin Aleksandra trục xuất Rasputin khỏi triều đình hòng bảo vệ chính bà và danh tiếng của hoàng vị, trong đó Elisabeth xin những hai lần, song hoài công. Tương tự vậy, nhiều đại vương công đã thử lý lẽ với sa hoàng nhưng cũng không đạt được gì. 

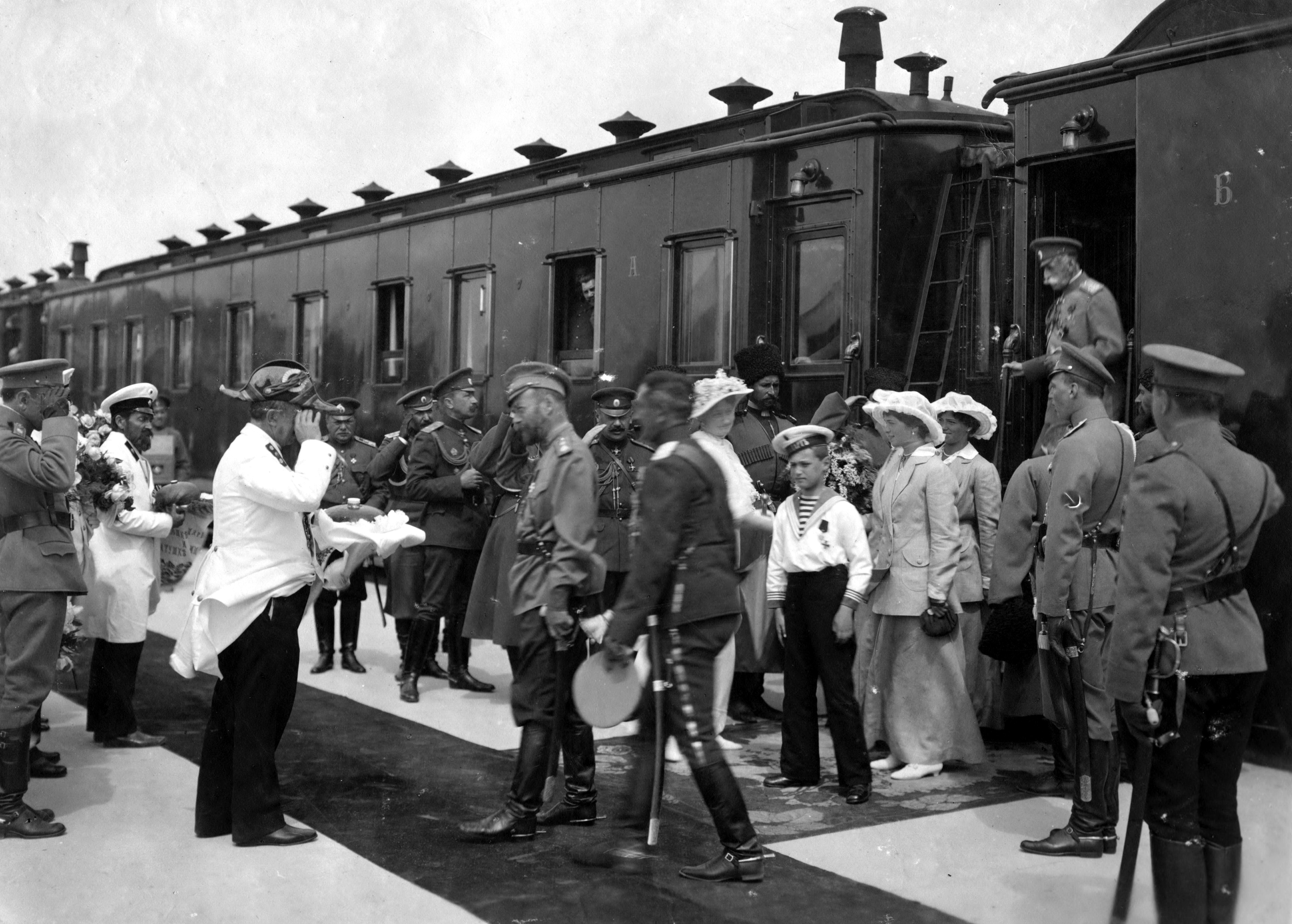
Sa hoàng, Aleksandra và các con ở Yevpatoria, Krym, tháng 5 năm 1916

Cũng trong giai đoạn xung đột năm 1916–1917 này, Marie xứ Mecklenburg-Schwerin đã lên kế hoạch đảo chính và phế truất sa hoàng với sự hỗ trợ của bốn trung đoàn vệ binh hoàng gia bằng cách chiếm Cung điện Aleksandr, ép sa hoàng thoái vị rồi đưa hoàng tử Aleksei còn nhỏ tuổi lên ngôi dưới quyền nhiếp chính của con trai bà ta, Kirill Vladimirovich của Nga.
Có nhiều tài liệu chứng minh Thái hậu Maria Feodorovna cũng có tham gia vào kế hoạch đảo chính trên hòng phế truất con trai mình và bảo vệ đất nước. Kế hoạch là Maria sẽ ra tối hậu thư cho sa hoàng, hăm là ông phải trục xuất Rasputin nếu không chính bà sẽ rời thủ đô – đây cũng chính là tín hiệu để bắt đầu cuộc đảo chính. Kế hoạch thay ngôi do bà sắp đặt ra sao vẫn chưa được chứng thực, nhưng có hai khả năng như sau: một là Đại Công tước Pavel Aleksandrovich của Nga sẽ nắm quyền nhân danh bà, rồi sau đó chính bà sẽ lên làm nữ hoàng; hai là bà và Pavel Aleksandrovich sẽ cho Thái tử Aleksei tức vị, còn Maria và Pavel thì chia sẻ quyền nhiếp chính trong thời gian thái tử còn nhỏ tuổi. Có người cho rằng Hoàng hậu Aleksandra đã được thông báo về kế hoạch đảo chính này. Khi Maria Feodorovna gửi tối hậu thư cho sa hoàng, bà đã thuyết phục ông lệnh cho mẹ mình rời khỏi kinh đô. Do vậy, trong cùng năm ấy, Thái hậu đã rời Sankt-Peterburg và tới sống ở Cung điện Mariyinsky tại Kiev. Kể từ đó bà không quay lại thủ đô của Nga lần nào nữa.

## Cách mạng (1917)
Thế chiến thứ I đặt lên chính phủ và nền kinh tế Nga một gánh nặng quá sức chịu đựng, khiến cả hai trở nên suy yếu nghiêm trọng. Nạn thiếu hụt và đói kém hàng loạt đe dọa đời sống của hàng chục triệu người dân Nga do sự gián đoạn của nền kinh tế chuyên phục vụ chiến tranh. Mười lăm triệu người phải bỏ sản xuất nông nghiệp để đi lính, cơ sở hạ tầng giao thông vận tải (chủ yếu là đường sắt) cũng được dùng để phục vụ chiến tranh, khiến tình trạng thiếu lương thực ở nhiều thành phố thêm trầm trọng vì các sản phẩm nông nghiệp không được vận chuyển tới khu vực đô thị. Tình trạng lạm phát tràn lan. Điều này cộng với nạn thiếu lương thực và những thành tích kém cỏi của quân đội Nga trong cuộc chiến đã làm dấy lên sự tức giận và bất ổn giữa người dân Sankt-Peterburg và các thành phố khác.
Quyết định tự mình chỉ huy quân đội bất chấp mọi lời khuyên là một việc làm thất sách, bởi sa hoàng nhanh chóng bị đổ lỗi cho mọi mất mát trong cuộc chiến. Việc ông thân chinh ra mặt trận và giao việc nước cho hoàng hậu đã gây nguy hại đến triều Romanov. Thành tích kém cỏi của quân đội cũng làm phát sinh tin đồn vị hoàng hậu gốc Đức có dự phần trong âm mưu hòng giúp Đức giành thắng lợi trong cuộc chiến. Hơn nữa, chỉ trong vài tháng nắm quyền chỉ huy quân đội, sa hoàng đã thay thế nhiều bộ trưởng có tài bằng những kẻ yếu kém hơn theo yêu cầu của hoàng hậu và Rasputin, đơn cử như thay N. B. Shcherbatov bằng Khvostov làm Bộ trưởng Bộ Nội vụ. Mùa đông khắc nghiệt năm 1916–1917 về cơ bản đã khiến hoàng tộc Nga sụp đổ. Tình trạng thiếu hụt lương thực ngày một tồi tệ và nạn đói lan tràn khắp các thành phố. Sai lầm trong cách quản lý và những thất bại trong chiến tranh còn khiến binh lính nổi dậy chống lại sa hoàng. Đến năm 1917, sa hoàng nhận ra nước Nga không thể chiến đấu lâu hơn nữa và lên kế hoạch cho một cuộc tổng tấn công một mất một còn vào mùa xuân. Nhưng vì đường sắt phải dùng để chở lính ra mặt trận, sức chứa thực phẩm chuyển đến các thành phố càng bị giảm đi.
Đến tháng 3 năm 1917, tình hình ngày một trầm trọng. Ngày 7 tháng 3, các công nhân ngành thép đình công. Ngày 8 tháng 3, nhiều đám đông bắt đầu gây náo loạn trên đường phố Sankt-Peterburg hòng phản đối chiến tranh và nạn thiếu lương thực. Sau hai ngày bạo loạn, sa hoàng ra lệnh cho quân đội vãn hồi trật tự vào ngày 11 tháng 3, quân đội đã nổ súng vào đám đông. Cũng vào hôm đó, cơ quan lập pháp – Duma – giục sa hoàng hành động hòng cải thiện những mối lo ngại của người dân. Sa hoàng đáp trả bằng cách giải thể Duma.
Ngày 12 tháng 3, những người lính được sai đi trấn áp đám đông cũng nổi dậy và tham gia vào cuộc nổi loạn, góp phần làm châm ngòi Cách mạng Tháng Hai (cũng như Cách mạng Tháng Mười vào tháng 11 năm 1917, các cuộc cách mạng Nga năm 1917 được đặt tên theo lịch kiểu cũ). Binh lính và công nhân thành lập "Xô viết Petrograd" gồm 2.500 người được bầu làm đại biểu, còn Duma thì tuyên bố Chính phủ Lâm thời vào ngày 13 tháng 3. Aleksandr Fyodorovich Kerensky là một nhân vật chủ chốt của chế độ mới.
Hòng chấm dứt những cuộc nổi dậy tại thủ đô, Nikolai đã thử tới Sankt-Peterburg từ trụ sở quân đội tại Mogilyov bằng tàu hỏa. Tuyến đường này bị chặn nên ông thử đường khác, song cũng bị chặn ở Pskov. Tại đây, được lời khuyên từ các viên tướng của mình, sa hoàng đã thoái vị cho mình trước. Sau khi nghe lời khuyên từ thái y thì ông cũng thoái vị cho cả Thái tử Aleksei.
Giờ đây, Aleksandra bị đặt trong một tình thế hiểm nghèo với tư cách là vợ của một sa hoàng bị phế truất, bị người dân Nga ghét bỏ. Đám đông cố xông vào Cung điện Aleksandr tại Tsarskoe Selo, song lính gác tại đó đã thành công bảo vệ cung điện. Nhưng sau đó Aleksandra để ý thấy những người lính gác bảo vệ cung điện đột nhiên quấn khăn mùi soa quanh cổ tay, ám chỉ mình ủng hộ Duma, và điều này đồng nghĩa với việc bà và các con mình đã bị giam lỏng. Dù vậy Aleksandra, các con bà và toàn bộ gia nhân hoàn toàn không bị quấy rầy. Họ tiếp tục cuộc sống thường nhật như trước, chỉ thỉnh thoảng bị cúp điện.
Nikolai cuối cùng cũng được phép trở lại Cung điện Aleksandr ở Tsarskoe Selo và bị bắt giữ cùng gia đình mình tại đây.

## Giam giữ (1917–1918)

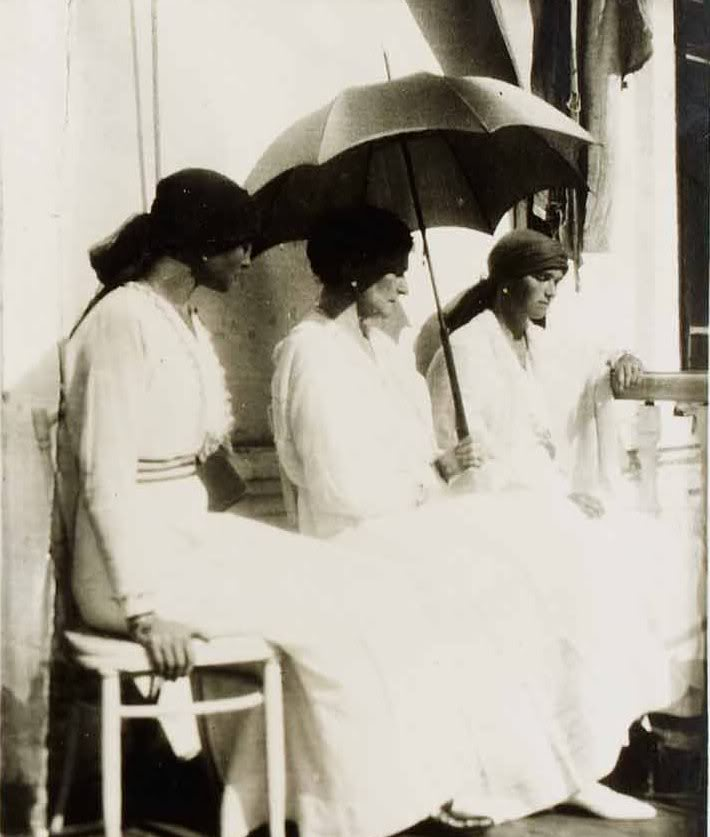
Bức ảnh chụp cuối cùng của Aleksandra. Đi cùng bà là hai con gái Olga (phải) và Tatiana (trái). Ba người đang ngồi trên ban công của Dinh thự Thống đốc tại Tobolsk, Sibir vào mùa xuân năm 1918.

Chính phủ Lâm thời được thành lập sau khi Nikolai, Aleksandra và các con họ bị quản thúc tại gia trong Cung điện Aleksandr. Kerensky đại diện chính phủ tới thăm họ và nói chuyện riêng với Aleksandra về những liên can chính sự của bà cũng như Rasputin. Bà cho biết mình và chồng không giữ bí mật với nhau; họ thường xuyên thảo luận chính trị và theo lẽ tự nhiên, bà cho ông lời khuyên để ủng hộ ông. Về phần Rasputin, bà nói ông thực là thánh nhân của Chúa và những lời khuyên ông đưa ra đều vì lợi ích của nước Nga và hoàng tộc. Sau cuộc gặp này, Kerensky thưa với Nikolai là mình tin Aleksandra đã nói đúng sự thật chứ không dối trá.
Chính phủ Lâm thời không muốn giữ gia đình cựu hoàng ở Nga vì cả gia đình ông lẫn Chính phủ Lâm thời đều bị người Bolshevik đe dọa. Họ tin cựu hoàng cùng gia đình sẽ được Anh quốc đón tiếp. Nhưng George V, tuy là anh họ của cả Nikolai lẫn Aleksandra, lại không cho phép họ di tản đến Anh vì e ngại tai tiếng của họ và những hậu quả tiềm tàng đối với vương vị của chính mình. Sau đó họ được gợi ý là nên chuyển đến Pháp, nhưng các nhà ngoại giao Anh tại Pháp nói gia đình sa hoàng sẽ khó lòng được chào đón tại đây vì chủ nghĩa bài Đức diễn ra rất mạnh mẽ tại Pháp trong suốt cuộc chiến, mà Aleksandra thì bị cho là toa rập ủng hộ Đức. Chính phủ Lâm thời rất thất vọng vì không có quốc gia nào sẵn lòng tiếp đón gia đình cựu hoàng và đành chuyển họ tới một chỗ khác trong nước Nga.
Tháng 8 năm 1917, cả gia đình được chuyển tới Tobolsk tại Sibir theo kế hoạch của chính phủ Kerensky, hòng đưa họ tránh xa thủ đô và những mối nguy tiềm tàng. Nikolai và Aleksandra từng đề xuất tới Cung điện Livadia tại Krym, song Kerensky nghĩ việc này quá nguy hiểm vì họ sẽ phải băng qua miền Trung nước Nga. Khu vực này lúc bấy giờ tràn ngập bạo động do tầng lớp thượng lưu bị dân chúng tấn công và đốt dinh thự. Trái ngược với miền Trung và Nam nước Nga, Tobolsk thuộc Sibir là một nơi yên tĩnh, thanh bình với an ninh mạnh và là nơi cựu sa hoàng được cảm thông nhiều hơn. Có nhiều dấu hiệu cho thấy Chính phủ Lâm thời thực chất đã muốn đưa họ ra khỏi Nga bằng Đường sắt xuyên Sibir, qua đó đạt được mục đích là trục xuất cả gia đình nhưng bằng một tuyến đường khác sau nỗ lực đày họ tới châu Âu bất thành. Tuy nhiên kế hoạch này không được tiết lộ cho gia đình cựu hoàng. Kể cả khi chính phủ thực sự có ý định đó, họ cũng phải hủy kế hoạch vì sự xuất hiện của người Bolshevik tại Ekaterinburg và các thành phố khác dọc tuyến Đường sắt xuyên Sibir phía đông Tobolsk. Cuối cùng cả gia đình tiếp tục di chuyển tới địa điểm đã định.
Từ Tobolsk, Aleksandra gửi thư cho em chồng là Ksenia Aleksandrovna ở Krym: 
Em Ksenia thân yêu,
Chị luôn nghĩ về em, về mọi điều tốt đẹp kỳ diệu hẳn đang xảy đến với em – em cứ như những đóa hoa. Song đất mẹ dịu hiền thì đang chịu đau khổ không sao tả xiết, chị chẳng giải thích được. Chị thấy mừng cho em vì em cuối cùng cũng được đoàn tụ bên gia đình dù bị chia cắt. Chị rất muốn được thấy Olga trong niềm hân hoan chứa chan, mới mẻ (vì cô này mới lấy chồng). Mọi người đều khỏe mạnh chỉ trừ chị, suốt sáu tháng qua chị bị đau thần kinh mặt và đau răng. Thật giày vò làm sao. . .
Gia đình chị sống lặng lẽ, ổn định rất tốt [tại Tobolsk] dù ở khá xa mọi người, nhưng Đức Chúa Trời vẫn đầy lòng xót thương. Người cho gia đình chị sức mạnh và niềm an ủi. . .

Aleksandra và gia đình ở lại Tobolsk đến hết Cách mạng Bolshevik vào tháng 11 năm 1917. Chính phủ Lâm thời sụp đổ và Bolshevik lên nắm quyền khiến vị thế của họ suy yếu đáng kể.
Năm 1918, họ bị chuyển đến thành phố do Bolshevik kiểm soát là Ekaterinburg. Nikolai, Aleksandra và con gái Maria tới Nhà Ipatiev vào ngày 30 tháng 4 năm 1918. Khi tới nơi, họ được lệnh phải mở tất cả hành lý để lục soát. Aleksandra lập tức phản đối. Nikolai biện bạch, "Cho đến nay chúng tôi luôn được đối xử lịch sự và gặp những người lịch thiệp, song giờ..." Cựu hoàng bị ngắt lời ngay lập tức. Lính canh tuyên bố ông không còn ở Tsarskoe Selo nữa và nếu không tuân lời họ thì ông sẽ bị tách khỏi gia đình, tái phạm lần hai thì lao động khổ sai. Lo lắng cho an nguy của chồng, Aleksandra liền nhượng bộ và đồng ý cho họ khám xét. Sau đó trên khung cửa sổ trong buồng ngủ của bà tại Nhà Ipatiev, Aleksandra đã vẽ một chữ Vạn là biểu tượng may mắn mà bà yêu thích, đề ngày 17/30 tháng 4 năm 1918. Tháng 5, những thành viên còn lại trong gia đình cựu hoàng mới tới Ekaterinburg. Trước đó họ không rời đi được vì Aleksei đổ bệnh. Aleksandra vui sướng khi được đoàn tụ cùng gia đình.
Bảy mươi lăm người được cử làm nhiệm vụ canh gác Nhà Ipatiev, trong đó nhiều người là công nhân từ hai nhà máy địa phương Zlokazovsky và Verkh-Isetsk. Sĩ quan chỉ huy tại Nhà Ipatiev, Aleksandr Avadeyev, được miêu tả là "một người Bolshevik thực thụ". Phần đông nhân chứng coi ông ta là một kẻ thô lậu, hung ác và nghiện rượu nặng. Hễ có ai cầu xin việc gì cho gia đình cựu hoàng, ông ta sẽ đáp lại cùng một câu, "Cho chúng xuống địa ngục luôn đi!" Lính gác trong nhà thường nghe ông ta gọi cựu hoàng là "Nikolai Kẻ Uống Máu" và Aleksandra là "Con Mụ Đức".
Với gia đình Romanov, cuộc sống tại Nhà Ipatiev là một cơn ác mộng đầy bất định và sợ hãi. Họ không biết hôm sau mình có còn ở Nhà Ipatiev không hay sẽ bị tách ra, hay bị giết. Họ được hưởng rất ít đặc quyền. Mỗi buổi chiều, họ chỉ được tập thể dục một tiếng đồng hồ trong khu vườn sau nhà dưới sự giám sát chặt chẽ của lính canh. Aleksei không đi bộ được nên thủy thủ kiêm người giữ trẻ của cậu là Nagorny phải ẵm cậu. Aleksandra rất hiếm khi tham gia những hoạt động này cùng gia đình. Bà dành phần lớn thời gian trên xe lăn để đọc Kinh Thánh và các tác phẩm của Thánh Serafim. Vào ban đêm, nhà Romanov chơi bài hoặc đọc sách. Họ ít khi nhận được thư từ bên ngoài, còn những bài báo họ được phép đọc thì đều đã lỗi thời.
Dmitri Volkogonov và những nhà sử học Xô viết khác tin có bằng chứng gián tiếp cho thấy Vladimir Lenin đã đích thân ra lệnh hành quyết gia đình cựu hoàng, dù các tài liệu Xô viết chính thức đều quy trách nhiệm này cho Xô viết Vùng Ural. Trong nhật ký của mình, Lev Trotsky chép rõ vụ ám sát diễn ra với sự cho phép của Lenin. Trotsky viết: 
Chuyến viếng thăm Moskva tiếp theo của tôi diễn ra sau khi Ekaterinburg thất thủ. Trong lúc nói chuyện với Sverdlov tôi có tiện hỏi, "À phải rồi, sa hoàng đâu rồi nhỉ?" "Chuyện xong cả rồi," cậu ta trả lời. "Ông ấy bị bắn rồi." "Vậy gia đình ông ấy đâu?" "Cả gia đình ông ấy cũng vậy." "Toàn bộ bọn họ à?" tôi hỏi, rõ ràng là có chút ngạc nhiên. "Toàn bộ bọn họ," Sverdlov đáp. "Vậy thì sao ạ?" Cậu đợi để xem phản ứng của tôi. Tôi không trả lời. "Vậy quyết định là do ai?" tôi hỏi. "Chúng em quyết định ở đây. Ilyich (Lenin) nghĩ là chúng em không nên để lại một lá cờ sống cho bọn Bạch vệ tập hợp quanh, nhất là khi tình huống đương khó khăn như lúc này."

Vào ngày 4 tháng 7 năm 1918, Yakov Yurovsky, người đứng đầu Cheka Ekaterinburg, được bổ nhiệm làm sĩ quan chỉ huy tại Nhà Ipatiev. Yurovsky là một đảng viên Bolshevik trung thành, là người Moskva có thể tin tưởng giao phó những nhiệm vụ liên quan đến hoàng tộc. Yurovsky nhanh chóng thắt chặt an ninh và thu giữ tất cả trang sức lẫn đồ đạc giá trị của gia đình cựu hoàng. Ông ta đặt những thứ này vào một chiếc thùng, niêm phong rồi bỏ lại cho gia đình cựu hoàng. Aleksandra chỉ giữ hai chiếc vòng tay cậu bà, Hoàng tử Leopold, Công tước xứ Albany, tặng cho bà khi còn bé mà bà không gỡ ra được. Yurovsky không biết cựu sa hậu và các con gái đã giấu nhiều kim cương, ngọc lục bảo, hồng ngọc và các dây ngọc trai trong người. Mãi đến sau khi họ bị giết thì việc này mới được phát hiện. Ngày 13 tháng 7, Yurovsky nhận lệnh xử bắn cả gia đình.
Chủ nhật ngày 14 tháng 7 năm 1918, hai linh mục đến Nhà Ipatiev để cử hành Phụng vụ Thánh. Sau này, một trong các linh mục là Cha Storozhev kể lại: 
Tôi vào phòng khách trước, sau đó đến thầy phó tế và Yurovsky. Cùng lúc ấy Nikolai và Aleksandra bước vô qua lối đi dẫn vào buồng trong. Hai cô con gái của ông đi cùng ông. Tôi không có dịp nhìn chính xác là hai cô nào. Tôi tin là Yurovsky đã hỏi Nikolai Aleksandrovich, "Vậy mọi người đã có mặt cả chưa?" Nikolai Aleksandrovich trả lời chắc nịch, "Vâng, có tất cả chúng tôi." Ở phía trước, bên kia cái cửa vòm, Aleksandra Feodorovna đã yên vị với hai cô con gái và Aleksei Nikolaevich. Cậu ngồi trên xe lăn và mặc một chiếc áo vét-tông, mà theo tôi thấy thì có cổ kiểu thủy thủ. Trông cậu nhợt nhạt, nhưng không bằng lúc tôi cử hành thánh lễ đầu tiên. Nhìn chung cậu có vẻ khỏe hơn trước. Bề ngoài Aleksandra Feodorovna cũng có vẻ khỏe mạnh hơn… Theo như nghi thức thánh lễ thì thông thường, đến một lúc nhất định, ta sẽ đọc lời nguyện, "Người ở cùng các thánh hữu." Đúng lúc này thì không hiểu sao thầy phó tế lại hát lời nguyện lên thay vì đọc, và tôi cũng hát, có phần ngượng nghịu vì sự thay đổi trong cách hành lễ này. Nhưng chúng tôi vừa mới cất giọng hát thì đã nghe các thành viên nhà Romanov, những người đang đứng sau lưng tôi, quỳ phục xuống dưới đất…

## Qua đời

### Hành quyết
Thứ ba ngày 16 tháng 7 năm 1918 trôi qua một cách bình thường. Đến 4 giờ chiều, Nikolai và các con gái tản bộ trong vườn như mọi khi. Chạng vạng tối, Yurovsky xua cậu bé phụ bếp mười lăm tuổi là Leonid Sedinev đi, lấy cớ là chú của cậu muốn gặp cậu. Bảy giờ tối, Yurovsky triệu tập tất cả các thành viên Cheka vào phòng mình và sai họ lấy toàn bộ súng lục từ lính gác bên ngoài. Với mười hai khẩu súng quân đội lớn trên bàn, ông ta nói, "Tối nay chúng ta xử bắn cả nhà, mọi người nhé." Trên lầu, Nikolai và Aleksandra chơi bài bezique để giết thời gian. Tới 10 giờ 30 phút thì họ đi ngủ.
Cựu sa hoàng, sa hậu cùng gia quyến và một số gia nhân bị một đội hành quyết xả súng và đâm lưỡi lê trong tầng hầm của Nhà Ipatiev. Trước đó, sáng sớm ngày 17 tháng 7 năm 1918, họ đã bị một phân đội Bolshevik do Yarov Yurovsky cầm đầu giam giữ tại đây. Trong căn phòng dưới tầng hầm Nhà Ipatiev, Aleksandra phàn nàn vì không có ghế ngồi nên Nikolai hỏi xin lính gác và được đưa cho ba chiếc ghế. Vài phút sau, khoảng 2 giờ 15 phút sáng, một đội hành quyết mỗi người mang một khẩu súng lục bước vào phòng. Chỉ huy Yurovsky ra lệnh cho mọi người đứng dậy. Aleksandra làm theo "với một thoáng tức giận" và Yurovsky tuyên bố, "Bà con thân thích của các người đã nỗ lực cứu các người. Họ đã thất bại và bây giờ chúng tôi buộc phải bắn các người." Nikolai bật dậy khỏi ghế và chỉ kịp nói, "Cái gì," trước khi bị bắn liên tiếp vào ngực, không phải vào đầu như có người lầm tưởng, vì sọ của ông không có vết đạn nào nhưng xương sườn thì bị gãy do ít nhất ba vết đạn chí mạng găm vào. Đứng đối diện, cách các tay súng khoảng 2 m, Aleksandra nhìn chồng và hai gia nhân bị giết trước khi ủy viên nhân dân quân đội Pyotr Ermakov nhắm vào bà. Bà quay lưng lại với ông ta theo bản năng và bắt đầu làm dấu thánh giá, nhưng chưa kịp làm xong thì Ermakov đã giết bà bằng một phát súng duy nhất. Vì bà hơi quay người đi nên viên đạn cắm vào đầu bà phía trên tai trái và bay ra ngoài đúng vị trí đó phía trên tai phải. Sau khi toàn bộ nạn nhân đã bị xử bắn, Ermakov trong cơn say xỉn đã đâm vào xác Aleksandra và Nikolai, làm bể xương sườn của cả hai và sứt một số đốt sống của Aleksandra.

### Nhận diện hài cốt

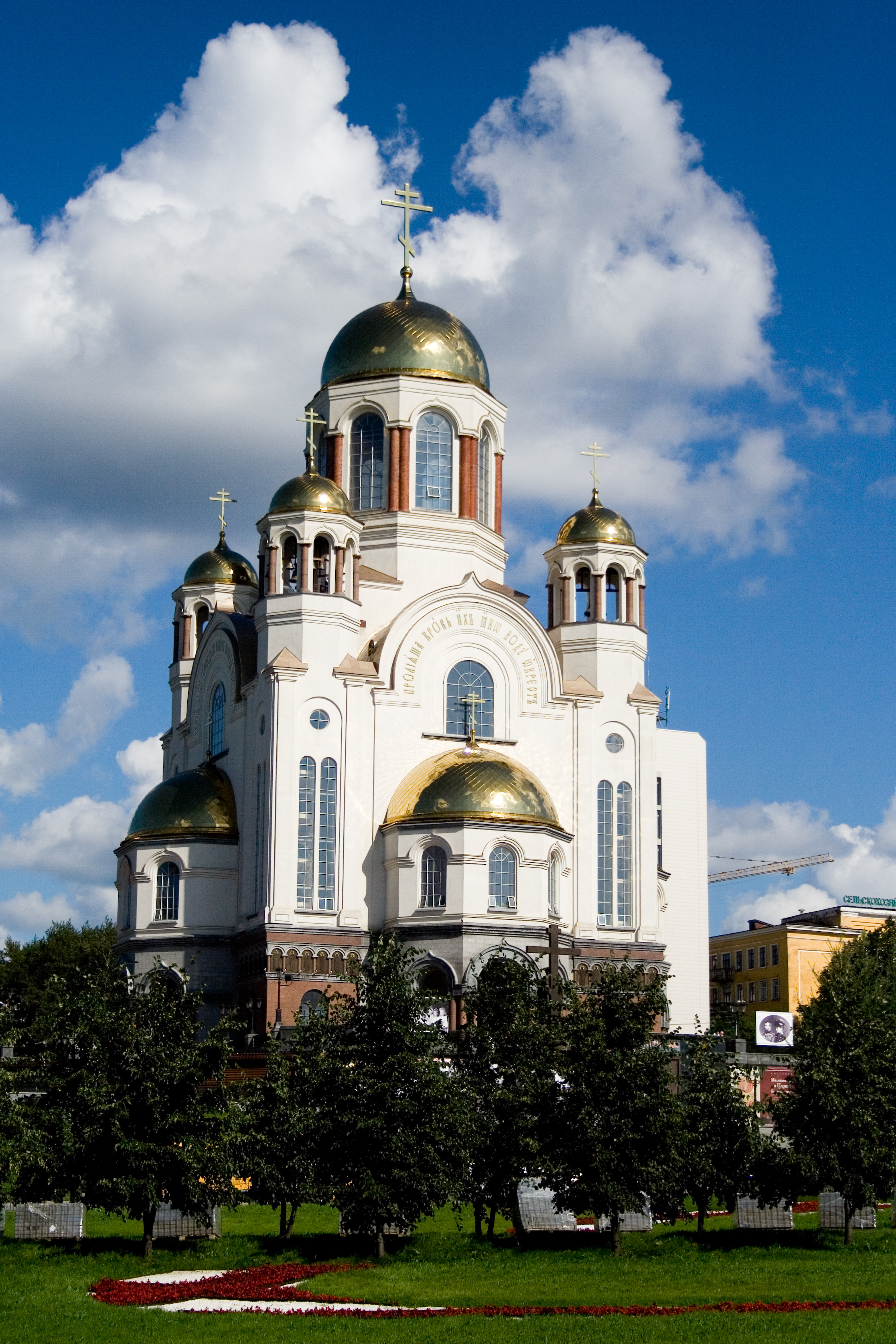
"Nhà thờ trên Máu đổ" của Ekaterinburg, được xây tại nơi từng là Nhà Ipatiev

Theo lời kể của Yurovsky, sau khi bị hành quyết tại nhà Ipatiev, di hài của Aleksandra, Nikolai, các con họ và những người hầu trung thành bị lột sạch đồ, sau đó quần áo bị đem đốt. Ban đầu, các thi thể bị ném xuống một hầm mỏ bỏ hoang ở Ganina Yama, cách Ekaterinburg 19 km về phía bắc. Nhưng chỉ sau một thời gian ngắn, người ta đã đi tìm lại các thi thể. Mặt họ đã hư nát còn cơ thể thì biến dạng do axit sulfuric. Họ bị đem chôn vội vàng dưới tà vẹt đường sắt, chỉ trừ xác của hai người con cựu hoàng thì mãi đến năm 2007 mới được tìm thấy. Những thi thể bị mất tích này gồm Aleksei và một người chị của cậu, không rõ là Maria hay Anastasia. Đầu những năm 1990, sau khi Liên Xô sụp đổ, vị trí thi thể của hầu hết các thành viên nhà Romanov cùng các gia nhân trung thành đã được phát hiện, khai quật và chính thức nhận diện. Một bản báo cáo mật của Yurovsky đã giúp chính quyền xác định vị trí các thi thể. Bản báo cáo này bị phơi bày vào cuối những năm 1970, nhưng phải đến những năm 1990 thì mới được công chúng biết đến. Kết quả phân tích gen sơ bộ hài cốt của một cậu bé và một thiếu nữ trẻ được cho là Aleksei và Anastasia hoặc Maria đã được công bố vào ngày 22 tháng 1 năm 2008. Chuyên gia pháp y trưởng của khu vực Ekaterinburg là Nikolai Nevolin cho biết, "Các xét nghiệm tiến hành tại Ekaterinburg và Moskva đã cho phép chiết xuất DNA từ xương, kết quả là dương tính. Một khi việc phân tích gen tại Nga đã hoàn thành, kết quả này sẽ được đem so sánh với kết quả xét nghiệm của các chuyên gia nước ngoài." Nevolin cũng cho biết kết quả cuối cùng sẽ được công bố vào tháng 4 hoặc tháng 5 năm 2008. Tuyên bố chắc chắn về những hài cốt này đã chấm dứt việc Anna Anderson mạo nhận mình là thành viên còn sống sót của nhà Romanov.
Phân tích DNA chính là chìa khóa để nhận diện các thi thể gia đình cựu hoàng. Một mẫu máu lấy từ Công tước xứ Edinburgh (tức cháu ngoại của chị gái Aleksandra, Victoria của Hessen và Rhein) đã được dùng để nhận diện Aleksandra và các con gái bà thông qua DNA ty thể. Họ thuộc nhóm đơn bội H (mtDNA). Nikolai thì được nhận diện nhờ DNA lấy từ người em trai là Georgy Aleksandrovich của Nga. Đại Công tước Georgy đã qua đời vì bệnh lao vào cuối những năm 1890 và được an táng tại Pháo đài Pyotr và Pavel ở Sankt-Peterburg.

### An táng
Aleksandra, Nikolai II và ba người con gái đã được cải táng trong Nhà nguyện Thánh Ekaterina của Nhà thờ chính tòa Pyotr và Pavel tại Pháo đài Pyotr và Pavel, Sankt-Peterburg vào năm 1998 với nhiều nghi lễ, nhân kỷ niệm tám mươi năm ngày họ bị hành quyết.

## Tuyên thánh
Năm 1981, Aleksandra cùng gia quyến được Giáo hội Chính thống giáo Nga ngoài nước Nga công nhận là các thánh tử đạo. Năm 2000, Aleksandra, Nikolai II, các con bà, chị bà là Elisabeth và nữ tu bạn của đại công tước phu nhân là Varvara được Giáo hội Chính thống giáo Nga tôn phong hiển thánh và Người chịu Thương khó.

## Trong văn hóa đại chúng
- The Princess Alice, cuốn tiểu thuyết Mỹ bán chạy nhất năm 1895 của Richard Harding Davis được lấy cảm hứng từ Aleksandra[79]
- Rasputin and the Empress (1932), bộ phim hư cấu đã làm phát sinh vụ kiện tập đoàn MGM nổi tiếng, dẫn đến sự ra đời của lời phủ nhận "mọi nhân vật chỉ là hư cấu". Vai Aleksandra do Ethel Barrymore thể hiện.
- Rasputin, the Mad Monk (1966), bộ phim hư cấu với Renée Asherson vai Aleksandra
- Nicholas and Alexandra (1971), bộ phim lãng mạn hóa cuộc đời của Aleksandra được chuyển thể từ cuốn sách cùng tên của Robert Massie. Vai Aleksandra do Janet Suzman thể hiện.
- "Rasputin" (1978), đĩa đơn thành công của ban nhạc disco gốc Đức Boney M. kể về mối quan hệ trong tin đồn của Aleksandra và Rasputin
- Fall of Eagles (1974), chương trình truyền hình của BBC kể về sự suy vong của các gia tộc cai trị Đức, Áo-Hung và Nga. Aleksandra do diễn viên người Mỹ Gayle Hunnicutt thủ vai là một trong những nhân vật chính của chương trình.
- Rasputin: Dark Servant of Destiny (1996), bộ phim điện ảnh truyền hình của HBO đã giúp Greta Scacchi thắng giải Emmy qua vai diễn Hoàng hậu Aleksandra
- Rasputin: The Mad Monk (1997), phim tài liệu tiểu sử
- Anastasia (1997), bộ phim hoạt hình ca nhạc viễn tưởng do Fox Animation Studios sản xuất. Phim kể về một cô gái mồ côi 18 tuổi tên Anya, vì mong muốn tìm lại gia đình nên đã bắt tay với hai kẻ lừa đảo muốn lợi dụng ngoại hình giống hệt Nữ Đại Công tước Anastasia của cô.
- The Lost Prince (2003), loạt chương trình truyền hình ngắn của BBC kể về Hoàng tử John của Vương quốc Anh, con trai út của George V. Vai Aleksandra do nữ diễn viên người Litva Ingeborga Dapkūnaitė thể hiện.
- Love and Revolution, tập phim xoay quanh sự sụp đổ của vương triều Romanov trong chương trình truyền hình A Royal Family của Đan Mạch, một chương trình kể về hậu duệ của Christian IX của Đan Mạch.
- Ekaterinburg, một vở kịch của David Logan trong đó Aleksandra Feodorovna là nhân vật chính[80]
- The Romanovs: An Imperial Family (2000), bộ phim của Nga kể về năm cuối cùng của gia đình Nikolai sau sự kiện thoái vị, quản thúc tại gia và hành quyết. Vai Aleksandra do Lynda Bellingham thể hiện.

## Danh hiệu và huân chương

### Danh hiệu
- Ngày 6 tháng 6 năm 1872 – ngày 2 tháng 11 năm 1894: Her Grand Ducal Highness Đại Công nữ Alix của Hessen và Rhein
- Ngày 2 tháng 11 năm 1894 – 5 tháng 11 năm 1894: Her Imperial Highness Đại Công tước phu nhân Aleksandra Feodorovna của Nga[81]
- Ngày 5 tháng 11 năm 1894 - 15 tháng 3 năm 1917: Her Imperial Majesty Hoàng hậu của toàn Nga
- 15 tháng 3 năm 1917 - 17 tháng 7 năm 1918: Aleksandra Romanova
- Kể từ năm 2000: Thánh Aleksandra Người chịu Thương khó

### Huân chương

#### Quốc gia
- Order of Saint Catherine[82]
- Dame of the Order of St. Andrew the Apostle the First-called – 14 tháng năm 1896

#### Ngoại quốc
- Sovereign Military Order of Malta: Dame Grand Cross of Honour and Devotion[82]
- Đế quốc Ottoman: Order of Nishan-i-Sadakat – ngày 1 tháng 7 năm 1902[83]
- Tây Ban Nha: Dame of the Order of Queen Maria Luisa[84]
- Liên hiệp Anh: Royal Order of Victoria and Albert, First Class – 1896

## Gia phả
| \| \| \| \| \| \| \| \| \| \| \| \| \| \| \| \| \| \| \| \| 16. Ludwig I xứ Hessen và Rhein[85] \| \| \| \| \| \| \| \| \| \| \| \| \| \| \| \| \| \| \| \| \| \| \| \| \| \| \| \| \| \| \| \| \| \| \| \| \| \| \| \| \| \| \| \| \| \| \| \| \| \| \| \| \| \| 8. Ludwig II xứ Hessen và Rhein[86] \| \| \| \| \| \| \| \| \| \| \| \| \| \| \| \| \| \| \| \| \| \| \| \| \| \| \| \| \| \| \| \| \| \| \| \| \| \| \| \| \| \| \| \| \| \| \| \| \| \| \| \| \| \| 17. Luise Henriette Karoline xứ Hessen-Darmstadt[85] \| \| \| \| \| \| \| \| \| \| \| \| \| \| \| \| \| \| \| \| \| \| \| \| \| \| \| \| \| \| \| \| \| \| \| \| \| \| \| \| \| \| \| \| \| \| \| \| \| \| \| \| \| \| 4. Karl xứ Hessen và Rhein[87] \| \| \| \| \| \| \| \| \| \| \| \| \| \| \| \| \| \| \| \| \| \| \| \| \| \| \| \| \| \| \| \| \| \| \| \| \| \| \| \| \| \| \| \| \| \| \| \| \| \| \| \| \| \| 18. Karl Ludwig xứ Baden[88] \| \| \| \| \| \| \| \| \| \| \| \| \| \| \| \| \| \| \| \| \| \| \| \| \| \| \| \| \| \| \| \| \| \| \| \| \| \| \| \| \| \| \| \| \| \| \| \| \| \| \| \| \| \| 9. Wilhelmine xứ Baden[86] \| \| \| \| \| \| \| \| \| \| \| \| \| \| \| \| \| \| \| \| \| \| \| \| \| \| \| \| \| \| \| \| \| \| \| \| \| \| \| \| \| \| \| \| \| \| \| \| \| \| \| \| \| \| 19. Amalie xứ Hessen-Darmstadt[88] \| \| \| \| \| \| \| \| \| \| \| \| \| \| \| \| \| \| \| \| \| \| \| \| \| \| \| \| \| \| \| \| \| \| \| \| \| \| \| \| \| \| \| \| \| \| \| \| \| \| \| \| \| \| 2. Ludwig IV của Hessen và Rhein[89] \| \| \| \| \| \| \| \| \| \| \| \| \| \| \| \| \| \| \| \| \| \| \| \| \| \| \| \| \| \| \| \| \| \| \| \| \| \| \| \| \| \| \| \| \| \| \| \| \| \| \| \| \| \| 20. Friedrich Wilhelm II của Phổ[90] \| \| \| \| \| \| \| \| \| \| \| \| \| \| \| \| \| \| \| \| \| \| \| \| \| \| \| \| \| \| \| \| \| \| \| \| \| \| \| \| \| \| \| \| \| \| \| \| \| \| \| \| \| \| 10. Friedrich Wilhelm Karl của Phổ[91] \| \| \| \| \| \| \| \| \| \| \| \| \| \| \| \| \| \| \| \| \| \| \| \| \| \| \| \| \| \| \| \| \| \| \| \| \| \| \| \| \| \| \| \| \| \| \| \| \| \| \| \| \| \| 21. Friederike Luise xứ Hessen-Darmstadt[90] \| \| \| \| \| \| \| \| \| \| \| \| \| \| \| \| \| \| \| \| \| \| \| \| \| \| \| \| \| \| \| \| \| \| \| \| \| \| \| \| \| \| \| \| \| \| \| \| \| \| \| \| \| \| 5. Elisabeth của Phổ[87] \| \| \| \| \| \| \| \| \| \| \| \| \| \| \| \| \| \| \| \| \| \| \| \| \| \| \| \| \| \| \| \| \| \| \| \| \| \| \| \| \| \| \| \| \| \| \| \| \| \| \| \| \| \| 22. Friedrich V xứ Hessen-Homburg[92] \| \| \| \| \| \| \| \| \| \| \| \| \| \| \| \| \| \| \| \| \| \| \| \| \| \| \| \| \| \| \| \| \| \| \| \| \| \| \| \| \| \| \| \| \| \| \| \| \| \| \| \| \| \| 11. Maria Anna Amalie xứ Hessen-Homburg[91] \| \| \| \| \| \| \| \| \| \| \| \| \| \| \| \| \| \| \| \| \| \| \| \| \| \| \| \| \| \| \| \| \| \| \| \| \| \| \| \| \| \| \| \| \| \| \| \| \| \| \| \| \| \| 23. Karoline xứ Hessen-Darmstadt[92] \| \| \| \| \| \| \| \| \| \| \| \| \| \| \| \| \| \| \| \| \| \| \| \| \| \| \| \| \| \| \| \| \| \| \| \| \| \| \| \| \| \| \| \| \| \| \| \| \| \| \| \| \| \| 1. Alix của Hessen và Rhein \| \| \| \| \| \| \| \| \| \| \| \| \| \| \| \| \| \| \| \| \| \| \| \| \| \| \| \| \| \| \| \| \| \| \| \| \| \| \| \| \| \| \| \| \| \| \| \| \| \| \| \| \| \| 24. George III của Liên hiệp Anh[93] \| \| \| \| \| \| \| \| \| \| \| \| \| \| \| \| \| \| \| \| \| \| \| \| \| \| \| \| \| \| \| \| \| \| \| \| \| \| \| \| \| \| \| \| \| \| \| \| \| \| \| \| \| \| 12. Edward của Liên hiệp Anh và Hannover[89] \| \| \| \| \| \| \| \| \| \| \| \| \| \| \| \| \| \| \| \| \| \| \| \| \| \| \| \| \| \| \| \| \| \| \| \| \| \| \| \| \| \| \| \| \| \| \| \| \| \| \| \| \| \| 25. Charlotte xứ Mecklenburg-Strelitz[93] \| \| \| \| \| \| \| \| \| \| \| \| \| \| \| \| \| \| \| \| \| \| \| \| \| \| \| \| \| \| \| \| \| \| \| \| \| \| \| \| \| \| \| \| \| \| \| \| \| \| \| \| \| \| 6. Victoria I của Liên hiệp Anh[89] \| \| \| \| \| \| \| \| \| \| \| \| \| \| \| \| \| \| \| \| \| \| \| \| \| \| \| \| \| \| \| \| \| \| \| \| \| \| \| \| \| \| \| \| \| \| \| \| \| \| \| \| \| \| 26. Franz I xứ Sachsen-Coburg-Saalfeld (= 28) [93] \| \| \| \| \| \| \| \| \| \| \| \| \| \| \| \| \| \| \| \| \| \| \| \| \| \| \| \| \| \| \| \| \| \| \| \| \| \| \| \| \| \| \| \| \| \| \| \| \| \| \| \| \| \| 13. Victoire xứ Sachsen-Coburg-Saalfeld[89] \| \| \| \| \| \| \| \| \| \| \| \| \| \| \| \| \| \| \| \| \| \| \| \| \| \| \| \| \| \| \| \| \| \| \| \| \| \| \| \| \| \| \| \| \| \| \| \| \| \| \| \| \| \| 27. Auguste Reuß xứ Ebersdorf (= 29)[93] \| \| \| \| \| \| \| \| \| \| \| \| \| \| \| \| \| \| \| \| \| \| \| \| \| \| \| \| \| \| \| \| \| \| \| \| \| \| \| \| \| \| \| \| \| \| \| \| \| \| \| \| \| \| 3. Alice của Liên hiệp Anh[89] \| \| \| \| \| \| \| \| \| \| \| \| \| \| \| \| \| \| \| \| \| \| \| \| \| \| \| \| \| \| \| \| \| \| \| \| \| \| \| \| \| \| \| \| \| \| \| \| \| \| \| \| \| \| 28. Franz I xứ Sachsen-Coburg-Saalfeld (= 26)[93] \| \| \| \| \| \| \| \| \| \| \| \| \| \| \| \| \| \| \| \| \| \| \| \| \| \| \| \| \| \| \| \| \| \| \| \| \| \| \| \| \| \| \| \| \| \| \| \| \| \| \| \| \| \| 14. Ernst I xứ Sachsen-Coburg và Gotha[89] \| \| \| \| \| \| \| \| \| \| \| \| \| \| \| \| \| \| \| \| \| \| \| \| \| \| \| \| \| \| \| \| \| \| \| \| \| \| \| \| \| \| \| \| \| \| \| \| \| \| \| \| \| \| 29. Auguste Reuß xứ Ebersdorf (= 27)[93] \| \| \| \| \| \| \| \| \| \| \| \| \| \| \| \| \| \| \| \| \| \| \| \| \| \| \| \| \| \| \| \| \| \| \| \| \| \| \| \| \| \| \| \| \| \| \| \| \| \| \| \| \| \| 7. Albrecht xứ Sachsen-Coburg và Gotha[89] \| \| \| \| \| \| \| \| \| \| \| \| \| \| \| \| \| \| \| \| \| \| \| \| \| \| \| \| \| \| \| \| \| \| \| \| \| \| \| \| \| \| \| \| \| \| \| \| \| \| \| \| \| \| 30. August I xứ Sachsen-Gotha-Altenburg[93] \| \| \| \| \| \| \| \| \| \| \| \| \| \| \| \| \| \| \| \| \| \| \| \| \| \| \| \| \| \| \| \| \| \| \| \| \| \| \| \| \| \| \| \| \| \| \| \| \| \| \| \| \| \| 15. Luise Pauline xứ Sachsen-Gotha-Altenburg[89] \| \| \| \| \| \| \| \| \| \| \| \| \| \| \| \| \| \| \| \| \| \| \| \| \| \| \| \| \| \| \| \| \| \| \| \| \| \| \| \| \| \| \| \| \| \| \| \| \| \| \| \| \| \| 31. Luise Charlotte xứ Mecklenburg-Schwerin[93] \| \| \| \| \| \| \| \| \| \| \| \| \| \| \| \| \| \| \| \| \| \| \| \| \| \| \| \| \| \| \| \| \| \| \| \| \| \| \| \| \| \| \| \| \| \| \| \| \| \| \| \| |                                                  |  |  |  |  |  |  |  |  |  |  |  |  |  |  |  |
| |                                                  |  |  |  |  |  |  |  |  |  |  |  |  |  |  |  |
| | 16. Ludwig I xứ Hessen và Rhein                  |  |  |  |  |  |  |  |  |  |  |  |  |  |  |  |
| |                                                  |  |  |  |  |  |  |  |  |  |  |  |  |  |  |  |
| |                                                  |  |  |  |  |  |  |  |  |  |  |  |  |  |  |  |
| | 8. Ludwig II xứ Hessen và Rhein                  |  |  |  |  |  |  |  |  |  |  |  |  |  |  |  |
| |                                                  |  |  |  |  |  |  |  |  |  |  |  |  |  |  |  |
| |                                                  |  |  |  |  |  |  |  |  |  |  |  |  |  |  |  |
| | 17. Luise Henriette Karoline xứ Hessen-Darmstadt |  |  |  |  |  |  |  |  |  |  |  |  |  |  |  |
| |                                                  |  |  |  |  |  |  |  |  |  |  |  |  |  |  |  |
| |                                                  |  |  |  |  |  |  |  |  |  |  |  |  |  |  |  |
| | 4. Karl xứ Hessen và Rhein                       |  |  |  |  |  |  |  |  |  |  |  |  |  |  |  |
| |                                                  |  |  |  |  |  |  |  |  |  |  |  |  |  |  |  |
| |                                                  |  |  |  |  |  |  |  |  |  |  |  |  |  |  |  |
| | 18. Karl Ludwig xứ Baden                         |  |  |  |  |  |  |  |  |  |  |  |  |  |  |  |
| |                                                  |  |  |  |  |  |  |  |  |  |  |  |  |  |  |  |
| |                                                  |  |  |  |  |  |  |  |  |  |  |  |  |  |  |  |
| | 9. Wilhelmine xứ Baden                           |  |  |  |  |  |  |  |  |  |  |  |  |  |  |  |
| |                                                  |  |  |  |  |  |  |  |  |  |  |  |  |  |  |  |
| |                                                  |  |  |  |  |  |  |  |  |  |  |  |  |  |  |  |
| | 19. Amalie xứ Hessen-Darmstadt                   |  |  |  |  |  |  |  |  |  |  |  |  |  |  |  |
| |                                                  |  |  |  |  |  |  |  |  |  |  |  |  |  |  |  |
| |                                                  |  |  |  |  |  |  |  |  |  |  |  |  |  |  |  |
| | 2. Ludwig IV của Hessen và Rhein                 |  |  |  |  |  |  |  |  |  |  |  |  |  |  |  |
| |                                                  |  |  |  |  |  |  |  |  |  |  |  |  |  |  |  |
| |                                                  |  |  |  |  |  |  |  |  |  |  |  |  |  |  |  |
| | 20. Friedrich Wilhelm II của Phổ                 |  |  |  |  |  |  |  |  |  |  |  |  |  |  |  |
| |                                                  |  |  |  |  |  |  |  |  |  |  |  |  |  |  |  |
| |                                                  |  |  |  |  |  |  |  |  |  |  |  |  |  |  |  |
| | 10. Friedrich Wilhelm Karl của Phổ               |  |  |  |  |  |  |  |  |  |  |  |  |  |  |  |
| |                                                  |  |  |  |  |  |  |  |  |  |  |  |  |  |  |  |
| |                                                  |  |  |  |  |  |  |  |  |  |  |  |  |  |  |  |
| | 21. Friederike Luise xứ Hessen-Darmstadt         |  |  |  |  |  |  |  |  |  |  |  |  |  |  |  |
| |                                                  |  |  |  |  |  |  |  |  |  |  |  |  |  |  |  |
| |                                                  |  |  |  |  |  |  |  |  |  |  |  |  |  |  |  |
| | 5. Elisabeth của Phổ                             |  |  |  |  |  |  |  |  |  |  |  |  |  |  |  |
| |                                                  |  |  |  |  |  |  |  |  |  |  |  |  |  |  |  |
| |                                                  |  |  |  |  |  |  |  |  |  |  |  |  |  |  |  |
| | 22. Friedrich V xứ Hessen-Homburg                |  |  |  |  |  |  |  |  |  |  |  |  |  |  |  |
| |                                                  |  |  |  |  |  |  |  |  |  |  |  |  |  |  |  |
| |                                                  |  |  |  |  |  |  |  |  |  |  |  |  |  |  |  |
| | 11. Maria Anna Amalie xứ Hessen-Homburg          |  |  |  |  |  |  |  |  |  |  |  |  |  |  |  |
| |                                                  |  |  |  |  |  |  |  |  |  |  |  |  |  |  |  |
| |                                                  |  |  |  |  |  |  |  |  |  |  |  |  |  |  |  |
| | 23. Karoline xứ Hessen-Darmstadt                 |  |  |  |  |  |  |  |  |  |  |  |  |  |  |  |
| |                                                  |  |  |  |  |  |  |  |  |  |  |  |  |  |  |  |
| |                                                  |  |  |  |  |  |  |  |  |  |  |  |  |  |  |  |
| | 1. Alix của Hessen và Rhein                      |  |  |  |  |  |  |  |  |  |  |  |  |  |  |  |
| |                                                  |  |  |  |  |  |  |  |  |  |  |  |  |  |  |  |
| |                                                  |  |  |  |  |  |  |  |  |  |  |  |  |  |  |  |
| | 24. George III của Liên hiệp Anh                 |  |  |  |  |  |  |  |  |  |  |  |  |  |  |  |
| |                                                  |  |  |  |  |  |  |  |  |  |  |  |  |  |  |  |
| |                                                  |  |  |  |  |  |  |  |  |  |  |  |  |  |  |  |
| | 12. Edward của Liên hiệp Anh và Hannover         |  |  |  |  |  |  |  |  |  |  |  |  |  |  |  |
| |                                                  |  |  |  |  |  |  |  |  |  |  |  |  |  |  |  |
| |                                                  |  |  |  |  |  |  |  |  |  |  |  |  |  |  |  |
| | 25. Charlotte xứ Mecklenburg-Strelitz            |  |  |  |  |  |  |  |  |  |  |  |  |  |  |  |
| |                                                  |  |  |  |  |  |  |  |  |  |  |  |  |  |  |  |
| |                                                  |  |  |  |  |  |  |  |  |  |  |  |  |  |  |  |
| | 6. Victoria I của Liên hiệp Anh                  |  |  |  |  |  |  |  |  |  |  |  |  |  |  |  |
| |                                                  |  |  |  |  |  |  |  |  |  |  |  |  |  |  |  |
| |                                                  |  |  |  |  |  |  |  |  |  |  |  |  |  |  |  |
| | 26. Franz I xứ Sachsen-Coburg-Saalfeld (= 28)    |  |  |  |  |  |  |  |  |  |  |  |  |  |  |  |
| |                                                  |  |  |  |  |  |  |  |  |  |  |  |  |  |  |  |
| |                                                  |  |  |  |  |  |  |  |  |  |  |  |  |  |  |  |
| | 13. Victoire xứ Sachsen-Coburg-Saalfeld          |  |  |  |  |  |  |  |  |  |  |  |  |  |  |  |
| |                                                  |  |  |  |  |  |  |  |  |  |  |  |  |  |  |  |
| |                                                  |  |  |  |  |  |  |  |  |  |  |  |  |  |  |  |
| | 27. Auguste Reuß xứ Ebersdorf (= 29)             |  |  |  |  |  |  |  |  |  |  |  |  |  |  |  |
| |                                                  |  |  |  |  |  |  |  |  |  |  |  |  |  |  |  |
| |                                                  |  |  |  |  |  |  |  |  |  |  |  |  |  |  |  |
| | 3. Alice của Liên hiệp Anh                       |  |  |  |  |  |  |  |  |  |  |  |  |  |  |  |
| |                                                  |  |  |  |  |  |  |  |  |  |  |  |  |  |  |  |
| |                                                  |  |  |  |  |  |  |  |  |  |  |  |  |  |  |  |
| | 28. Franz I xứ Sachsen-Coburg-Saalfeld (= 26)    |  |  |  |  |  |  |  |  |  |  |  |  |  |  |  |
| |                                                  |  |  |  |  |  |  |  |  |  |  |  |  |  |  |  |
| |                                                  |  |  |  |  |  |  |  |  |  |  |  |  |  |  |  |
| | 14. Ernst I xứ Sachsen-Coburg và Gotha           |  |  |  |  |  |  |  |  |  |  |  |  |  |  |  |
| |                                                  |  |  |  |  |  |  |  |  |  |  |  |  |  |  |  |
| |                                                  |  |  |  |  |  |  |  |  |  |  |  |  |  |  |  |
| | 29. Auguste Reuß xứ Ebersdorf (= 27)             |  |  |  |  |  |  |  |  |  |  |  |  |  |  |  |
| |                                                  |  |  |  |  |  |  |  |  |  |  |  |  |  |  |  |
| |                                                  |  |  |  |  |  |  |  |  |  |  |  |  |  |  |  |
| | 7. Albrecht xứ Sachsen-Coburg và Gotha           |  |  |  |  |  |  |  |  |  |  |  |  |  |  |  |
| |                                                  |  |  |  |  |  |  |  |  |  |  |  |  |  |  |  |
| |                                                  |  |  |  |  |  |  |  |  |  |  |  |  |  |  |  |
| | 30. August I xứ Sachsen-Gotha-Altenburg          |  |  |  |  |  |  |  |  |  |  |  |  |  |  |  |
| |                                                  |  |  |  |  |  |  |  |  |  |  |  |  |  |  |  |
| |                                                  |  |  |  |  |  |  |  |  |  |  |  |  |  |  |  |
| | 15. Luise Pauline xứ Sachsen-Gotha-Altenburg     |  |  |  |  |  |  |  |  |  |  |  |  |  |  |  |
| |                                                  |  |  |  |  |  |  |  |  |  |  |  |  |  |  |  |
| |                                                  |  |  |  |  |  |  |  |  |  |  |  |  |  |  |  |
| | 31. Luise Charlotte xứ Mecklenburg-Schwerin      |  |  |  |  |  |  |  |  |  |  |  |  |  |  |  |
| |                                                  |  |  |  |  |  |  |  |  |  |  |  |  |  |  |  |
| |                                                  |  |  |  |  |  |  |  |  |  |  |  |  |  |  |  |